# Афина

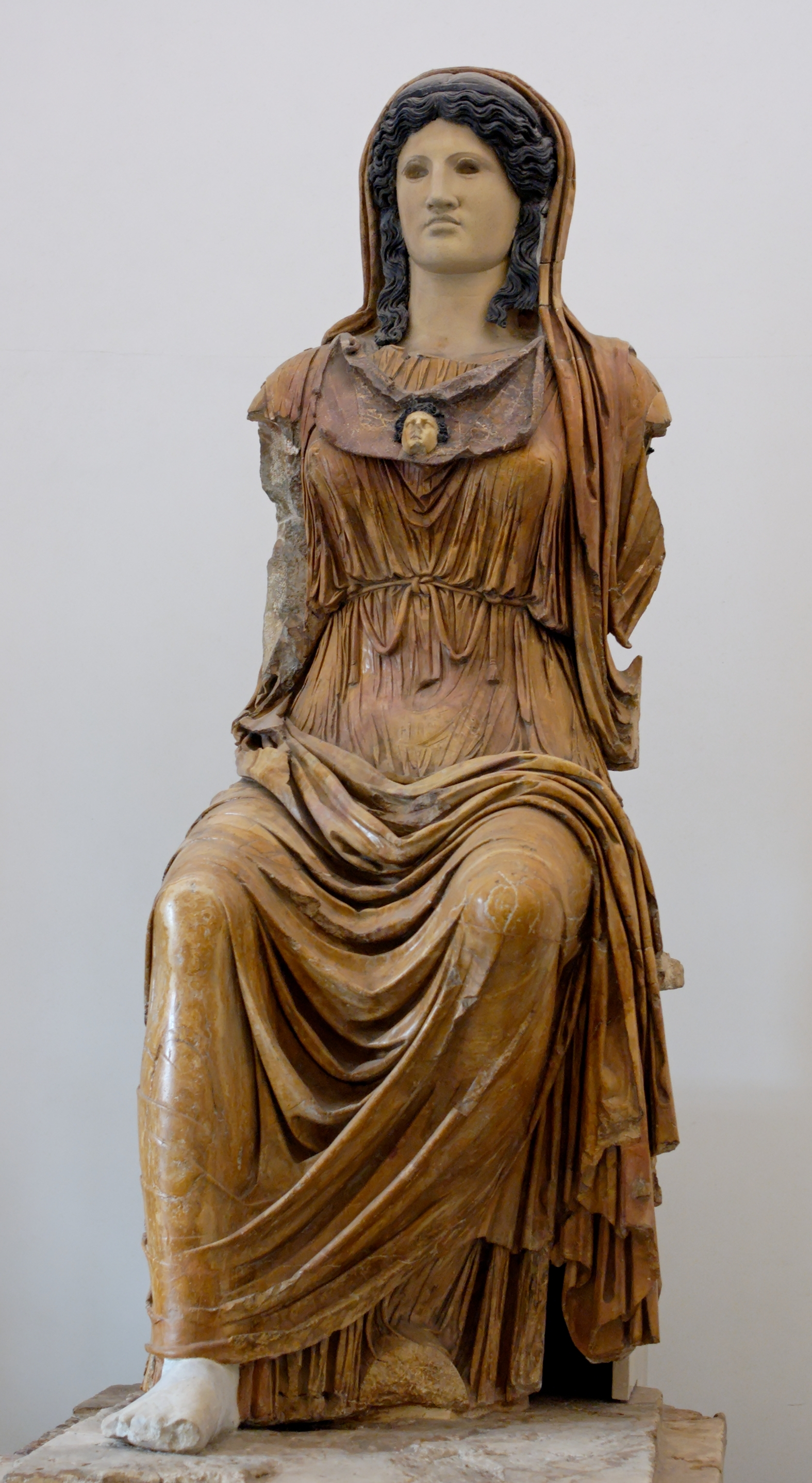
Культовая статуя Афины (конец I века до н. э. — начало I века н. э.)

Афи́на (др.-греч. Ἀθηνᾶ или Ἀθηναία — Атхэнайа; микен. a-ta-na-po-ti-ni-ja: «Атана-владычица»), также Афина Паллада (Παλλὰς Ἀθηνᾶ) — в древнегреческой мифологии богиня мудрости, военной стратегии и тактики, одна из наиболее почитаемых богинь Древней Греции, входившая в число двенадцати великих олимпийских богов, эпоним города Афины. Кроме того, богиня знаний, искусств и ремёсел; дева-воительница, покровительница городов и государств, наук и мастерства, ума, сноровки, изобретательности.

## Происхождение имени
Афина связана с городом Афины. Название города др.-греч. Ἀθῆναι — топоним во множественном числе, обозначающий место, где, согласно мифу, она председательствовала над Афинами — сестринством жриц, почитавших её. В древности учёные спорили, была ли богиня названа в честь города или наоборот город в честь богини. Сейчас учёные в целом согласны, что богиня получила своё имя от города; окончание -ene часто встречается в названиях мест, но редко в личных именах. Свидетельства из разных городов Древней Греции подтверждают, что подобным городским богиням поклонялись и в других городах, и, подобно Афине, они получили свои имена от городов, где им поклонялись. Например, в Микенах жила богиня по имени Микена, чьё сестринство было известно как Микены, тогда как в Фивах аналогичное божество называлось Фива, а город был известен под формой множественного числа Фивы. Название города Афины, вероятно, имеет догреческое происхождение, поскольку содержит предположительно догреческую морфему *-ān-.
В своём диалоге «Кратил» древнегреческий философ Платон (428—347 до н. э.) приводит несколько этимологий имени Афины, основанных на теориях древних афинян и его этимологических размышлениях:

Похоже, древние видели в Афине то же, что и нынешние знатоки Гомера. Ведь многие из них, толкуя слова поэта, говорят, что Афина воплощает ум и самое мысль. Тот, кто присваивал имена, видимо, сам мыслил о ней нечто в этом роде, но выразил это еще сильнее, ведь он назвал ее «раздумьем бога» (θεοΰ νόησις): вместо эты он поставил взятую из чужого наречия альфу, а сигму и йоту отбросил. А может быть, он назвал ее так — Теоноей (θεονόη) — в отличие от других за то, что она помышляет о божественном. Ничто также не запрещает нам считать, что он хотел назвать ее Этоноей (Ήθονόη), потому что размышление было как бы в самом характере (ήθος) этой богини. И уже впоследствии то ли сам законодатель, то ли какие-нибудь другие люди, изменяя это имя к лучшему, как они полагали, стали звать ее Афина (Άθηνάα).— Кратил (Платон) 407b
Таким образом, Платон считал, что имя Афина произошло от др.-греч. Ἀθεονόα, которое позднейшие греки истолковали как отсылку к разуму (νοῦς) божества. Оратор II века нашей эры Элий Аристид видел в этимологических корнях имён Афины античные стихии: эфир, воздух, земля и луна.

## Внешность и атрибуты

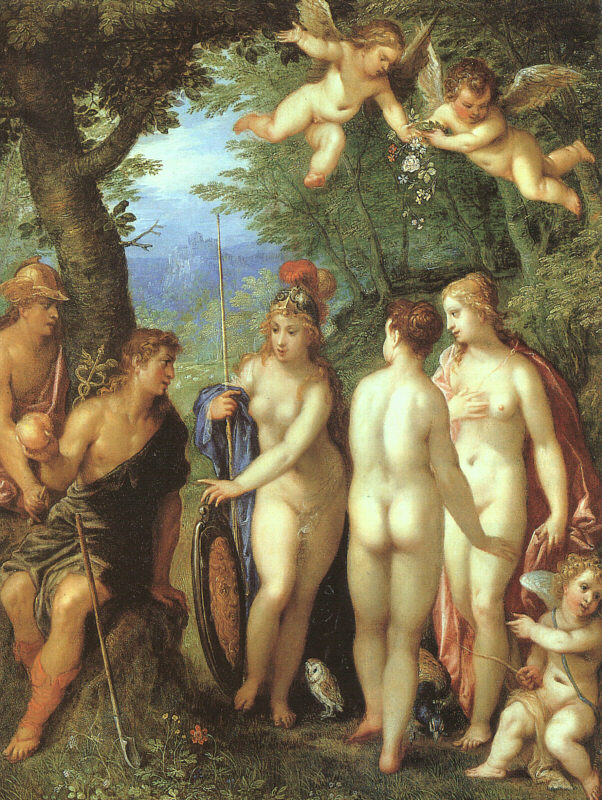
Хендрик ван Бален, «Суд Париса». Даже обнажившись, Афина сохраняет шлем, благодаря которому её легко отличить от Афродиты и Геры.

Афина легко отличима от других древнегреческих богинь благодаря своей необычной внешности. В отличие от других женских божеств, она использует мужские атрибуты — одета в доспехи, держит в руках копьё; её также сопровождают священные животные.
- шлем (как правило, коринфский — с высоким гребнем)
- эгида (щит), обтянутая козьей шкурой и украшенная головой Горгоны Медузы
- появлялась в сопровождении крылатой богини Ники
- олива — священное дерево древних греков
- сова (символ мудрости)
- змея (символ перерождения и вечности)

Её называли «сероокой и русоволосой», у Гомера эпитет γλαυκῶπις («глаукопис», совоокая). Описания подчёркивают её большие глаза. Гомер описывает подготовку Афины к бою: её доспехи, эгиду, шлем, копьё и колесницу. Вергилий упоминает, как циклопы в кузне Вулкана лощили доспехи и эгиду Паллады, на них чешуя змей и голова Горгоны.

## Мифы об Афине

### Рождение Афины
Как и положено в мифах, рождение богини Афины было необычным. Наиболее распространённая версия рассказана в «Теогонии» Гесиода: царь богов Зевс по совету Урана и Геи проглотил свою первую жену Метиду-Премудрость, когда та забеременела, чтобы предотвратить рождение ею после Афины сына, который свергнул бы Зевса. После этого он породил воительницу Афину-Тритогенею из своей головы.

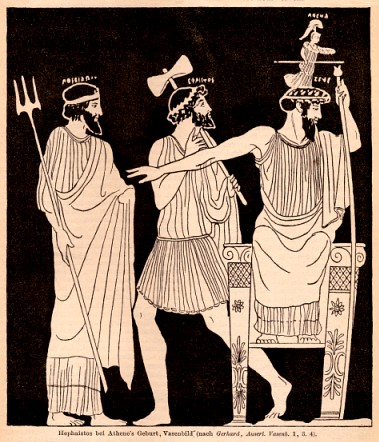
Рождение Афины из головы Зевса. Рисунок с краснофигурной древнегреческой вазы

Поэмы Гомера миф о рождении Афины игнорируют, а последующие авторы дополняют рассказ деталями и локализуют его. Краткие упоминания встречаются в гомеровском гимне к Аполлону Пифийскому, у Ивика и других поэтов, писателей и мифографов. При этом Метиду источники почти не упоминают, а у Эсхила Афина подчёркивает, что родилась без матери.
Эти детали таковы: предсказание Зевсу изрекли мойры либо сама Метида. Проглотив беременную Метиду, Зевс через некоторое время почувствовал страшную головную боль. Чтобы помочь рождению Афины, Гефест ударил Зевса топором по голове, а Прометей воспринял её из головы Зевса (по поздней версии, она родилась из бороды Зевса). Стесихор впервые упоминает, что Афина явилась из головы Зевса в полном боевом вооружении (паноплии). О доспехах говорится также в XXVIII гомеровском гимне и у орфиков. По Ликофрону, Афина родилась у Зевса на третий день.
Согласно Пиндару, когда родилась Афина, на Родосе пошёл золотой дождь. Кроме того, приводится и другое толкование её рождения: согласно некоему Аристоклу, Афина была скрыта в облаке и появилась из него благодаря удару молнии Зевса, произошло же это на Крите. В этом мифе «отразилось представление о рождении молнии и грома из тяжело нависшей грозовой тучи» (В. Г. Борухович).
Родители: Хотя версия рождения Афины из головы Зевса от проглоченной Метиды наиболее распространена, существует несколько версий о том, кто были её родители:
- мать:

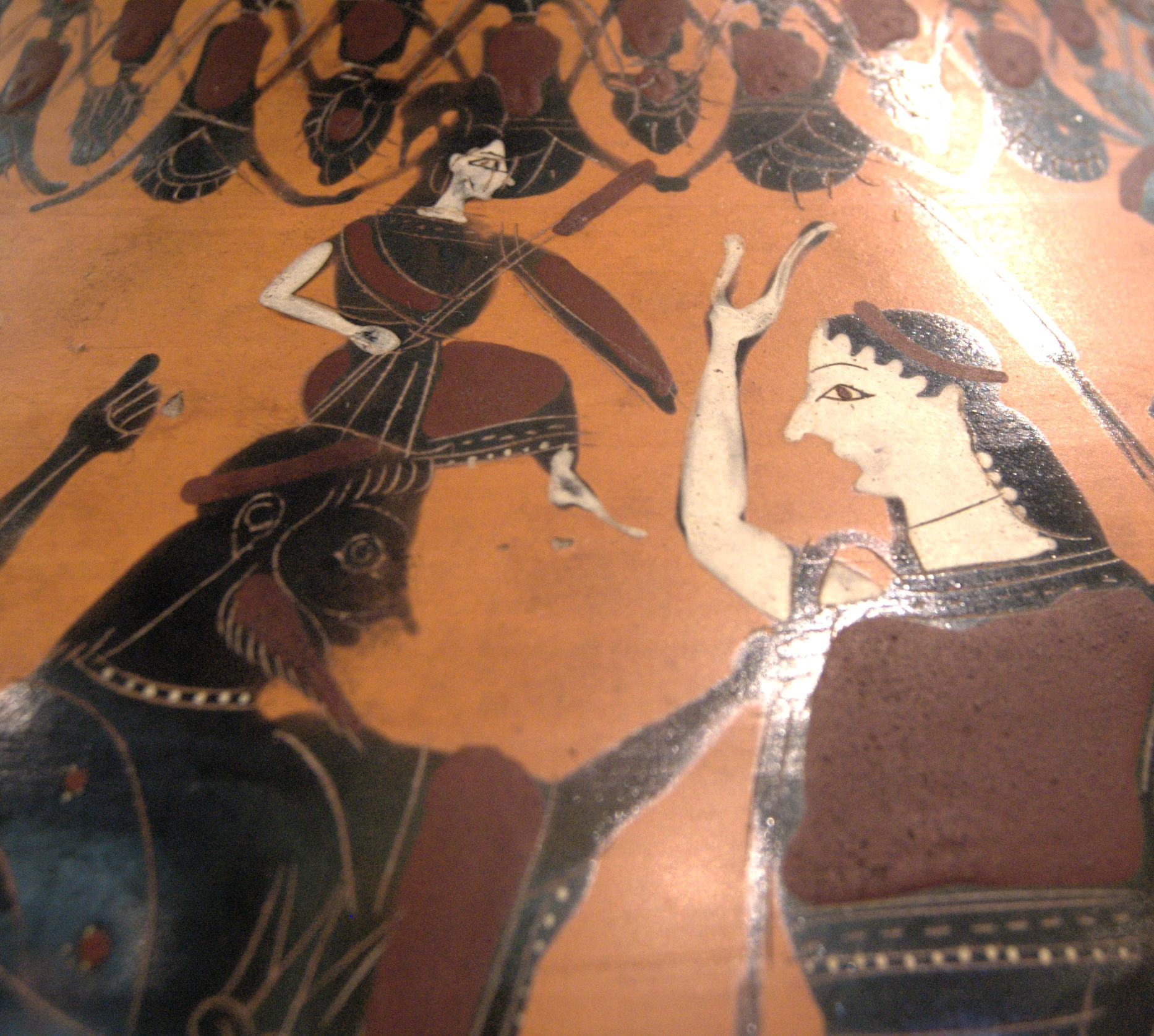
Рождение Афины из головы Зевса. Рисунок с чернофигурной древнегреческой вазы

  - океанида Метида, богиня мудрости — от Зевса
  - По аттической версии, дочь Геллении — от Зевса[34].
  - нимфа реки Тритон (в случае отцовства Посейдона)
  - Зевс — от Палланта или Итона
- отец:
  - Зевс. Проглотив беременную Метиду и породив Афину из своего расколотого черепа, он присваивает черты матери-родительницы, произведя дочь на свет единолично.
  - Посейдон. По Геродоту, Афина затем отказалась от такого отцовства и перешла к Зевсу, который принял её как дочь.
  - Циклоп Бронт («гром»), породивший её от Метиды[35].
  - гигант Паллант, с которого она потом снимает кожу.
  - смертный человек по имени Итон, царь города Итон во Фтиотиде.

Места рождения. Относительно её места рождения также существуют разногласия. Эсхил впервые фиксирует рассказ, что Афина родилась у озера Тритонида в Ливии. Геродот отмечает, что авсеи в Ливии считают Афину дочерью Посейдона и богини озера Тритониды. Согласно Аполлонию Родосскому, когда она родилась у озера Тритон, там её встретили ливийские Героини. Согласно Лукану, родившись из головы, она прежде всего посетила Ливию и назвалась Тритонидой. Эти рассказы связаны с эпитетами Афины Тритония и Тритогенея, встречающимися уже у Гомера.
- Вариант с помещением реки Тритон на Крит, где сохранился храм Афины, приводит Диодор Сицилийский[40].
- Кроме того, реку Тритон помещали на крайний запад Фессалии[41].
- Павсаний приводит рассказ, что Афина родилась и была воспитана в Алифере в Аркадии, где был жертвенник Зевсу Лехеату (Рождающему) и источник Тритонида[42].
- Местом рождения Афины называли городок Алалкомены в Беотии[43], где она была выкормлена местным жителем[44].

Время рождения. Во время Панафиней отмечался день рождения Афины (28 гекатомбеона — примерно 18 августа), в этот день суды были закрыты. Согласно «Хронике Евсевия», дева (Афина) появилась на озере Тритон в 237 году от Авраама (1780 год до н. э.).
Рождение Афины было изображено на фронтоне Парфенона; в спартанском храме Афины Меднодомной; на картине Клеанфа «Рождение Афины» и на картине, описываемой Филостратом.

### Суд за Аттику

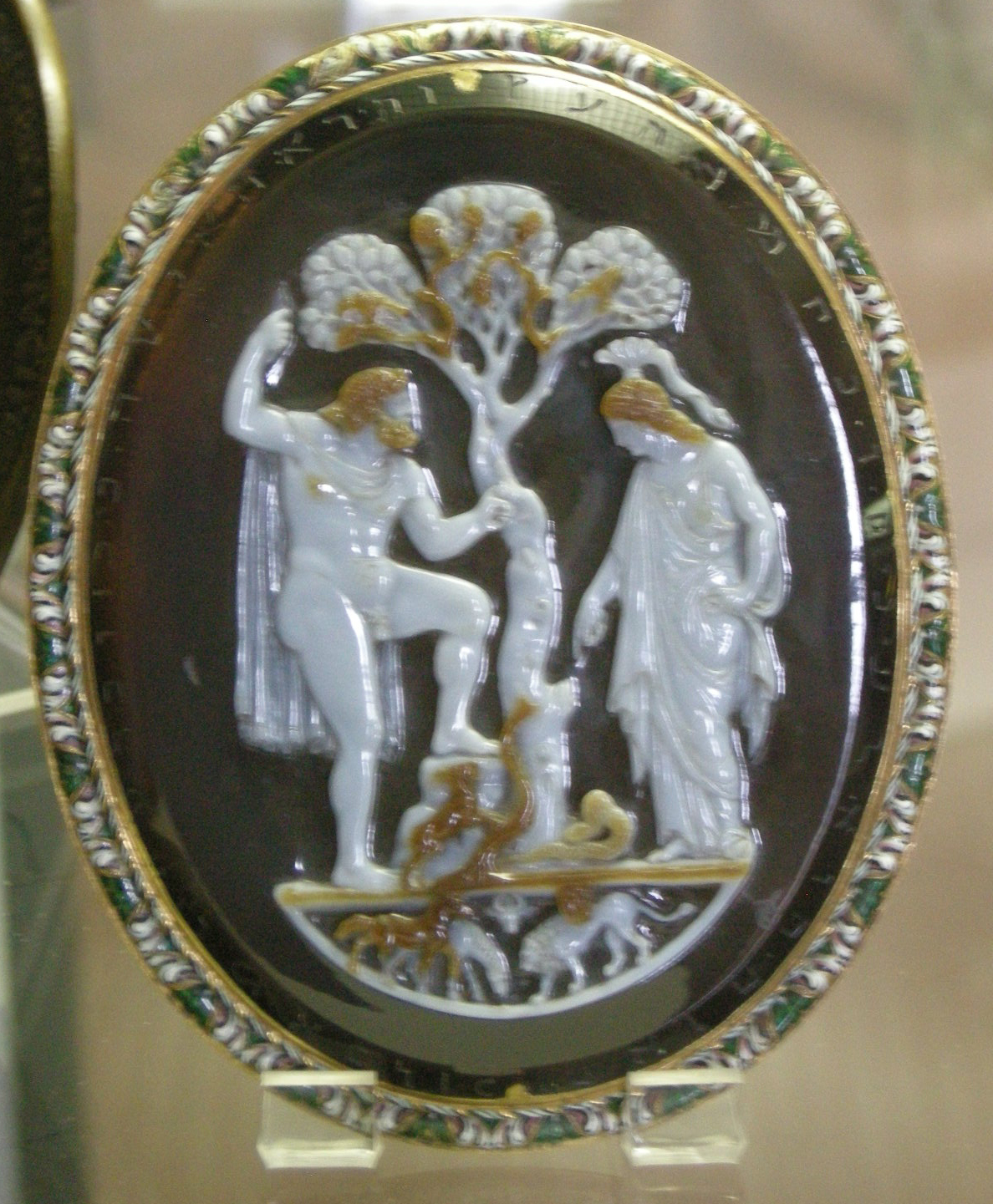
Спор Афины и Посейдона. Итальянская камея, XIII век

Другой важный мифологический сюжет об Афине рассказывает о том, как она получила владычество над греческой местностью Аттика, чьей покровительницей, со столицей, названной её именем, она считалась в историческую эпоху. В сохранившихся текстах раннего эпоса сюжет не упоминается, связный рассказ о споре за владение городом (по версии, даже первым городом на Земле) приводит «Мифологическая библиотека» Псевдо-Аполлодора (III 14, 1).
Согласно этому мифу, Посейдон первым пришёл в Аттику, ударил трезубцем в землю на Акрополе, и возник источник морской воды, который показывали в историческое время в Эрехтейоне (по другой легенде, он создал лошадь). За ним следом появилась Афина, которая ударила в землю копьём и вырастила оливковое дерево (маслину). Согласно решению судей, Афина была признана победительницей, так как её подарок является более полезным, город назвали её именем, Посейдон же разгневался и попытался затопить землю морем, но Зевс запретил ему.
Согласно упоминаниям Каллимаха и Нонна, их судьёй был Кекроп-змея, судьями называли также либо Краная, либо Эрисихтона. По другому сказанию, судили двенадцать олимпийских богов во главе с Зевсом, а свидетелем был Кекроп-змея; либо судил один Зевс.
Позднейшую версию мифа приводит Варрон. Когда в городе появилось оливковое дерево, а в другом месте вода, царь Кекроп послал в Дельфы и по велению оракула поставил вопрос о названии города на голосование: мужчины подали голоса за Посейдона, а женщины за Афину, и одной женщиной оказалось больше. Тогда Посейдон опустошил землю волнами, а афиняне подвергли женщин тройному наказанию: лишили права голоса, никто из детей не должен был принимать имени матери и никто не должен был называть женщин афинянками.
Суд состоялся 2 боэдромиона (конец сентября), и этот день афиняне изымали из календаря. «Хроника Евсевия» датирует появление оливы и процесс 466 либо 483 годом от Авраама (1551 либо 1534 год до н. э.). Спор Посейдона и Афины был изображён на задней стороне Парфенона; в изложении Овидия Афина изображает эту сцену на ткани при своём состязании с Арахной. 

### Афина,ГефестиЭрихтоний

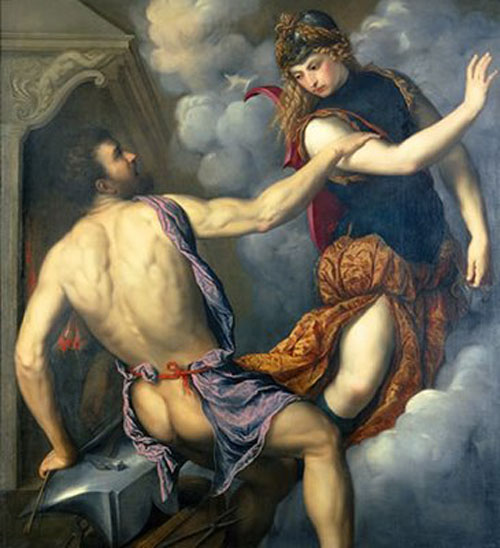
Парис Бордоне. Афина отвергает ухаживания Гефеста.

Несмотря на то, что в классической мифологии Афина считается девственницей, встречаются упоминания о рождении ребёнка, связывавшемся с Афиной и Гефестом. Первую часть этого рассказа содержат лишь поздние источники. Согласно им, Зевс поклялся выполнить любое желание Гефеста (по Лактанцию, в награду за изготовление оружия богов; по Гигину, в награду за то, что Гефест освободил Геру от оков, причём Посейдон подговорил его просить в жены Афину; по Лукиану, в награду за помощь при родах), и Гефест попросил в жены Афину. Зевс не мог нарушить клятву, но посоветовал дочери-деве защищаться.
По основному сказанию (связно излагаемому Псевдо-Аполлодором), Афина пришла к Гефесту за оружием, а тот попытался овладеть ею, и она стала убегать. Гефест погнался за богиней и настиг в некоем месте (позднее названном Гефестий), но Афина защищалась с оружием в руках и ранила его копьём. Гефест пролил семя на ногу Афины, после чего богиня вытерла его шерстью и закопала в землю (по более простой версии, он пустил семя сразу в землю), после чего Гея-земля родила младенца.
Поэтому Эрихтония называли как сыном Гефеста и Геи, так и сыном Гефеста и Афины, а имя истолковывали от «эрион» — шерсть (либо «эрис» — раздор) и «хтон» — земля. В «Хронике Евсевия» Эрихтоний отождествлялся с Эрехтеем, упоминаемым Гомером, а его рождение датировалось 532 годом от Авраама (1485 год до н. э.). Гомер в «Илиаде» упоминает воспитание Афиной Эрехтея, рождённого Геей, в её храме (II 547—551), а в «Одиссее» — дом Эрехтея, который посещает Афина (VII 81). Изображение убегающей от Гефеста Афины было в спартанском храме Афины Меднодомной.

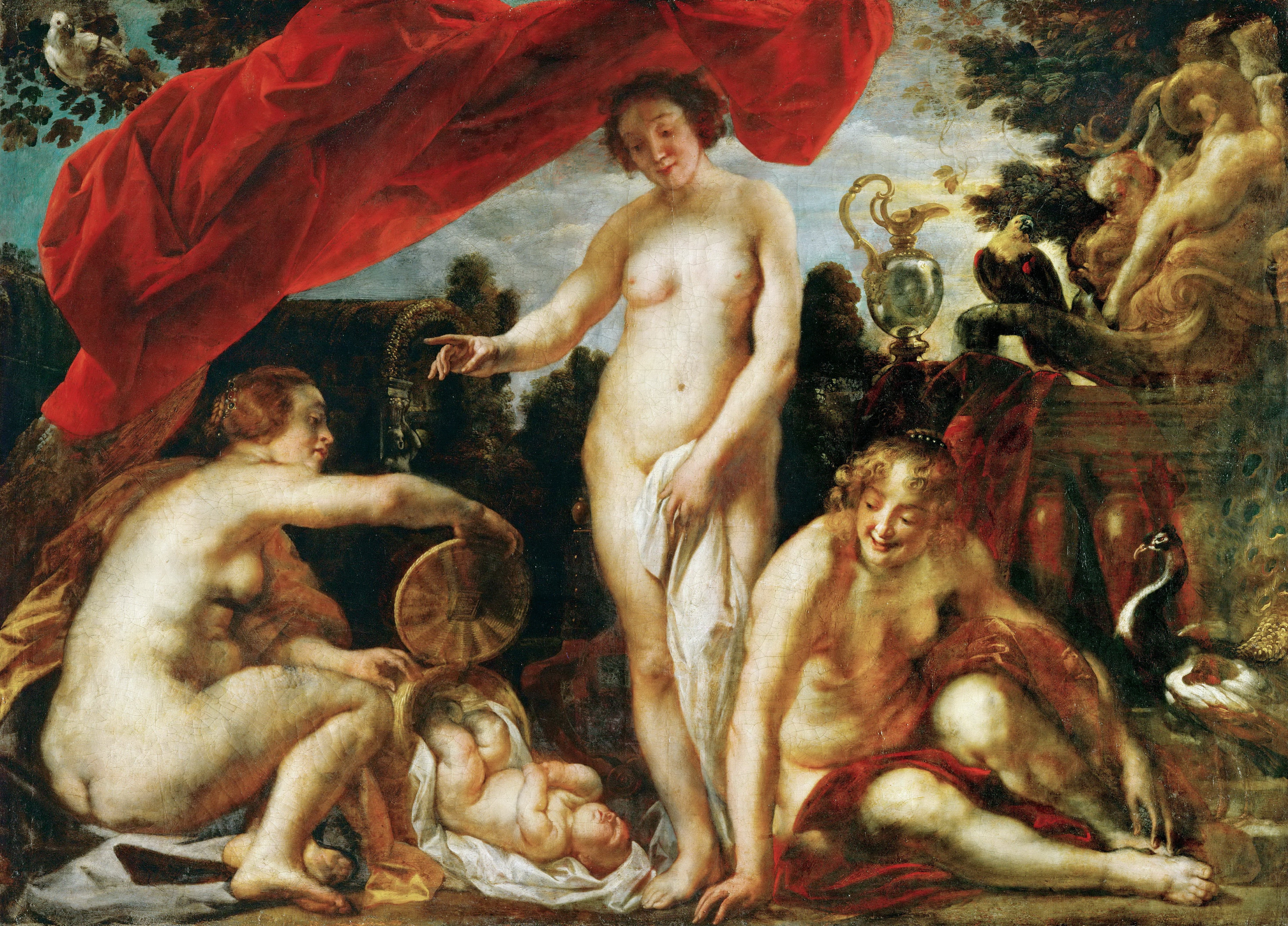
Якоб Йорданс. Дочери Кекропа находят младенца Эрихтония

Афина тайно воспитывала Эрихтония, желая сделать бессмертным (по Нонну, богиня вскормила его грудью), и отдала в ларце (либо в корзинке) на сохранение Пандросе, дочери Кекропа(либо трём дочерям: Аглавре, Герсе и Пандросе), запретив открывать. Эти три дочери танцевали на лугу перед храмом Паллады. Еврипид рассказывает, что Афина приставила к Эрихтонию двух змей, с тех пор в Афинах золочёных змей надевали на шею детям. Такой амулет из пары драконов упомянут в сцене узнавания в трагедии «Ион».
Сёстры Пандросы Герса и Аглавра открыли ларец и увидели ребёнка, обвитого драконом (по более ранней версии, змееподобного младенца либо младенца-змея). Они были либо убиты драконом, либо Афина ввергла их в безумие, и они бросились с вершины акрополя в пропасть. После гибели сестёр Эрихтоний был воспитан в храме Афины. Когда он вырос, он воцарился, воздвиг на акрополе ксоан Афины и учредил Панафинеи, впервые проведя шествие в честь Афины на акрополе. Эрихтоний был погребён на священном участке храма Афины Полиады.
По описанию Еврипида, в ковре для священного шатра афинян в Дельфах было выткано, как перед дочерьми Кекропа «клубилось тело». Согласно гипотезе Павсания, змея, изображённая возле статуи Афины в Парфеноне — это Эрихтоний. Миф также упоминают Лукиан и Павсаний.
Также, по версии, Афина вместе с Гефестом создали по воле Зевса первую женщину — Пандору, открывшую злополучный сосуд, называемый ящик Пандоры.

### Изобретение флейты

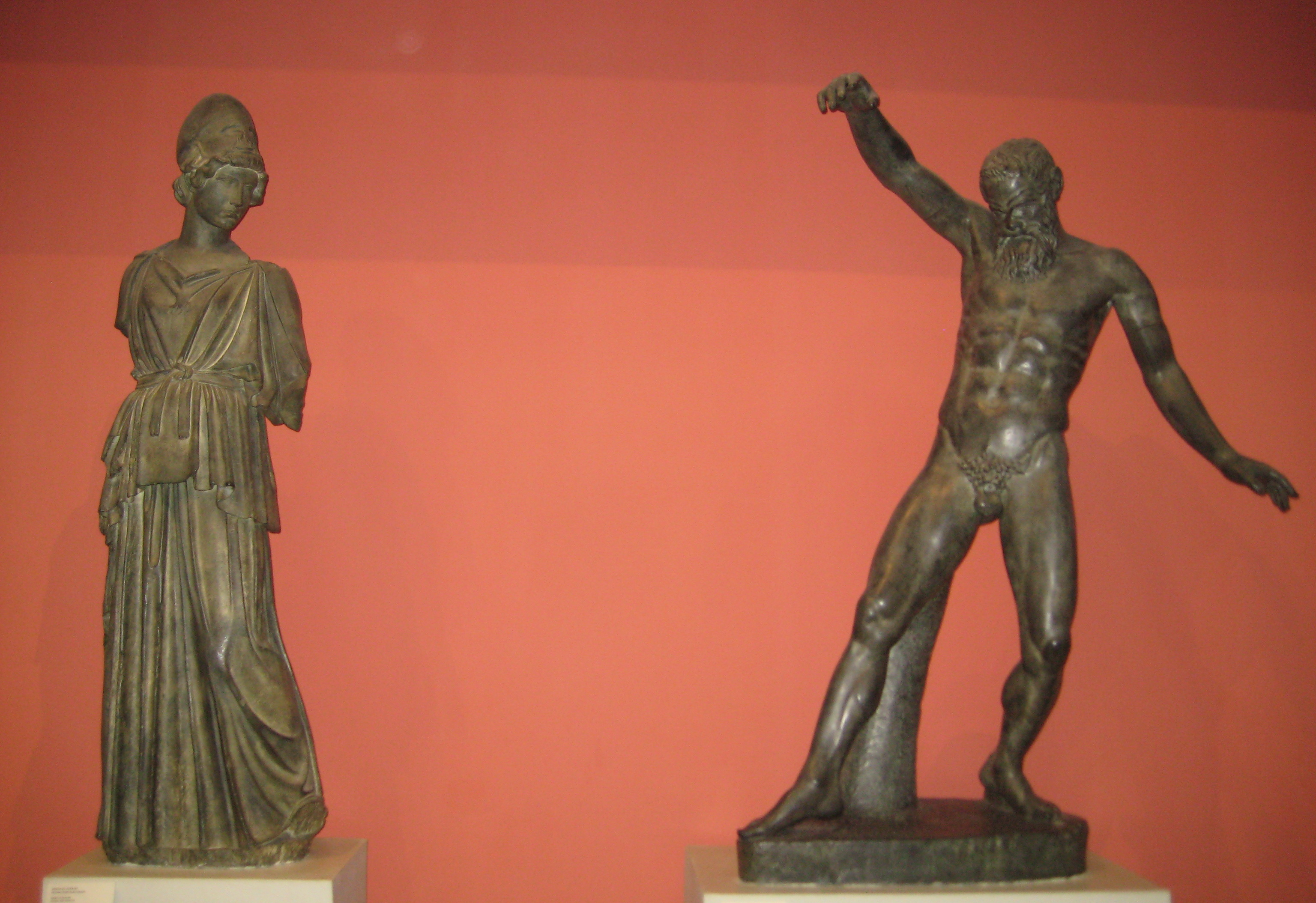
Мирон (копия). Афина и Марсий. Оригинал статуи был изготовлен в V в. до н. э. Богиня изображалась роняющей флейту, а Марсий — находящим

Миф об изобретении богиней флейты (авлоса) упомянут многими авторами. (В Беотии Афина-изобретательница флейты, даже почиталась под особым именем Бомбилея, то есть Афина «пчелиная», «жужжащая»). Пиндар рассказывает, что одна из горгон Медуза ужасно стонала, при этом умирая, а другая — Евриала — стонала, глядя на сестру, и Афина изобрела флейту, чтобы повторить эти звуки. Согласно Коринне, богиня научила игре на флейте Аполлона. Эпихарм упоминает, что она играла перед Диоскурами на авлосе.
По более подробному рассказу, Афина сделала флейту из оленьей кости и пришла на трапезу богов, но Гера и Афродита осмеяли её, и она, посмотрев на своё отражение в воде, увидела, как некрасиво при игре раздуваются её щёки, и бросила флейту в Идейском лесу, либо выбросила флейту в воды Меандра. Брошенную флейту подобрал сатир Марсий. (Павсаний также упоминает статую Афины, бьющей силена Марсия, который поднял флейту). Миф продолжается рассказом, что в игре на «Палладиной флейте» сатир был побеждён Аполлоном, и с него содрали кожу. Аристотель даёт мифу своё истолкование. По его мнению, настоящая причина действий Афины в том, что игра на флейте не связана с умственным развитием.

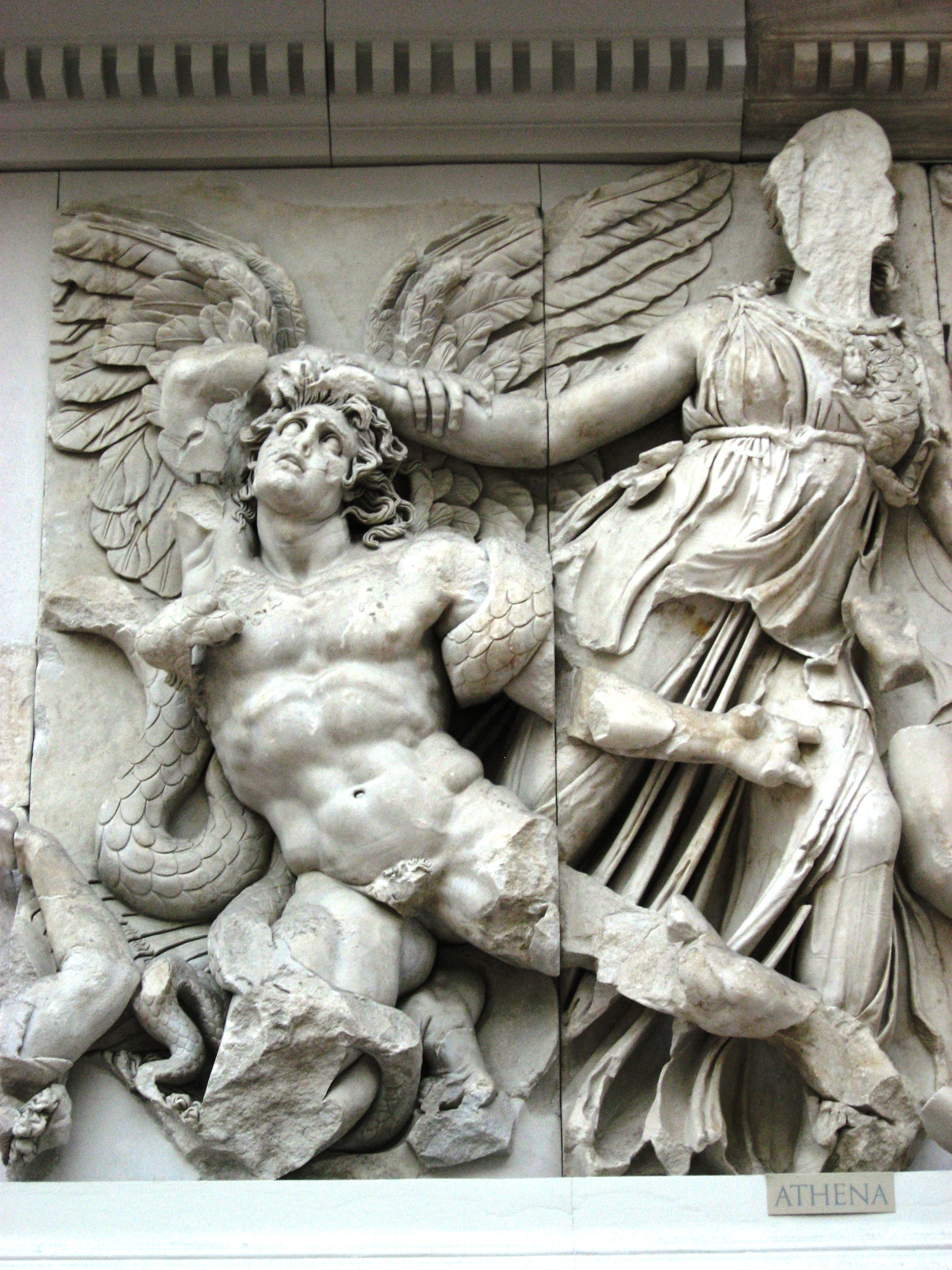
Битва Афины с гигантом Алкионеем. Пергамский алтарь

### Участие вгигантомахии
Хотя по ранней мифологической схеме титаномахия произошла ещё до рождения Афины, но позднейшие авторы, начиная с Еврипида, нередко смешивали гигантов и титанов. Участие Афины в гигантомахии — популярный сюжет. Эту битву локализуют на Флегрейских полях. Хотя в битве с гигантами Афина призвала на помощь богам Геракла, но сама также отличилась. Гигин приводит рассказ, что после гибели Эпафа Зевс вместе с Афиной, Аполлоном и Артемидой сбросил в Тартар титанов, побуждаемых Герой.
Другие подробности битвы с гигантами изображались на щите статуи Афины Парфенос. В трагедии Еврипида «Ион» афинские женщины обсуждают это. Также Афина гнала колесницу с парой коней против Энкелада, а когда тот обратился в бегство, обрушила на него остров Сицилию. С Палланта Афина содрала кожу и покрывала ею своё тело. Каллимах подчёркивает заботу Афины о своих конях после битвы

### Троянская война
Согласно мифам, Афина участвует в Суде Париса, где она безуспешно соблазняла Париса карьерой успешного полководца и в дальнейших событиях троянской войны, где она выступала на стороне греков и особенным покровительством одаривала Одиссея и Диомеда (см. ниже).

#### Афина итроянский конь
Связь Афины с троянским конём, положившим конец войне, крайне тесна. Во-первых, ей принадлежит замысел коня, во-вторых, коня называют приношением ей, в-третьих, она на каждом шагу способствует взятию Трои с его помощью. Еврипид отмечает, что Илион разрушен «злобою Паллады» и её силой.
Так, Эпей построил троянского коня по её замыслу и с её помощью. Квинт Смирнский в поэме «После Гомера» подробно излагает, что Эпей научился своему ремеслу от Афины (XII 85), Афина является во сне Эпею (XII 109—121). За три дня, благодаря Афине, конь был завершён (XII 154), и Эпей просит Афину благословить его работу (XII 159—163). Позже Эпей посвятил свои инструменты в храм Афины Миндии. (Жители Метапонта показывали в храме Афины эти железные орудия, которыми Эпей соорудил коня).

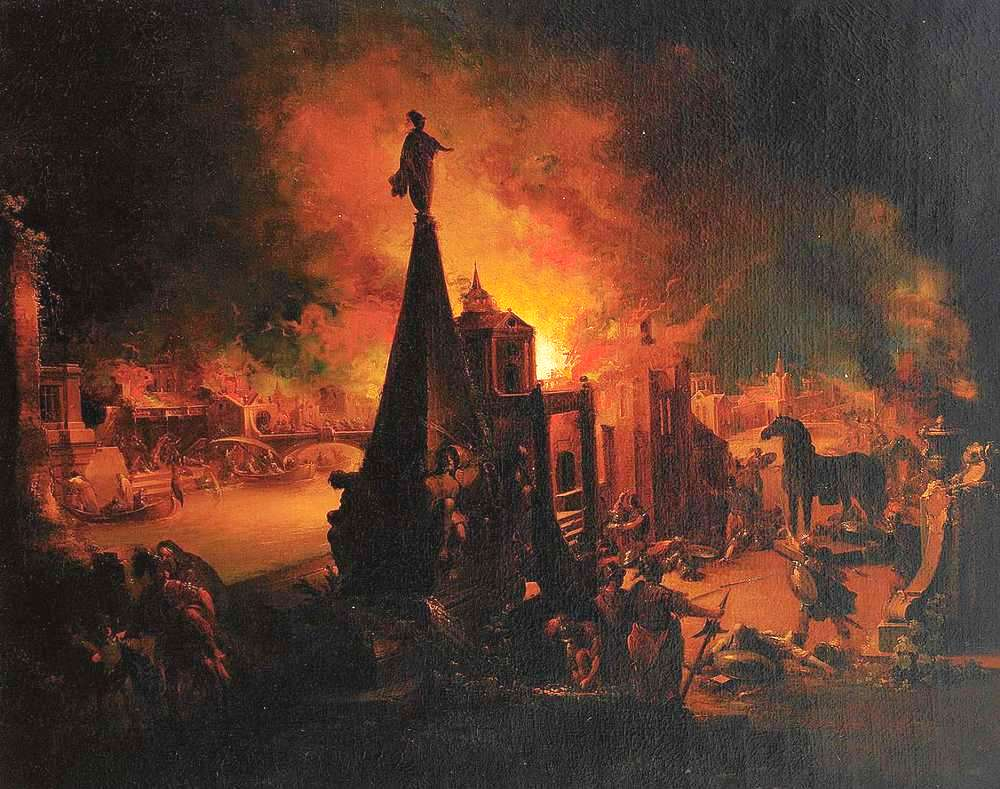
И. Г. Траутманн. «Пожар Трои»

Кроме того, Афина приняла облик вестника и советовала Одиссею спрятать в коне ахейских героев. Далее богиня принесла героям, собиравшимся зайти в коня, пищу богов, чтобы те не чувствовали голода.
Когда план приводят в действие, перебежчик Синон говорит троянцам, что этот дар Афине всегда будет охранять их город вместо палладия. Посвящение коня Афине (и даже соответствующую надпись на нём) упоминают многие авторы.
Афина подаёт дурные знаки (землетрясение) после предложения Лаокоона уничтожить коня; радуется, когда троянцы не верят Лаокоону и решают втащить коня в город, и насылает змей на сыновей Лаокоона. Богиня сама незримо помогала троянцам тащить коня к храму Афины. Гомер упоминает, что Афина заставляет Елену отойти от троянского коня. Трифиодор более подробно описывает, что Елена пришла к храму Афины и трижды обошла вокруг коня, вызывая героев по именам, однако появилась Афина, видимая только Елене, и заставила её уйти.
А в ночь падения Трои Паллада воссела на акрополе, блестя эгидой. Когда началось избиение, она закричала и подняла эгиду.

### Другие мифы
По мифам, Афина
- Когда все боги бежали в Египет, Афина осталась на родине и помогала Зевсу против Тифона[125].

## Функции Афины

Афина Паллада. Подготовительный картон работы И. Веддера для мозаики в Библиотеке Конгресса, Вашингтон, 1896 г.

Платон отмечает, что под покровительством Афины находятся как сословие ремесленников, так и воинов.
Эту множественность функций обыгрывает Овидий, описывая Ахилла на Скиросе в девичьем платье и за шерстью и говоря: «ждёт Паллада тебя, но не на этой стезе».

### Изобретения Афины
Афина считалась основательницей
- государства,
- колесницы,
- корабля
- флейты и трубы,
- изобрела войны[128].
- керамического горшка, граблей, плуга, ярма для волов и уздечки для лошадей.
- научила ткачеству, прядению и кулинарии
- учредила законы и ареопаг (высший суд в Афинах)[3].

### Афина-дева
Обращение «Парфенос» к деве Палладе часто встречается в текстах. Софокл называет её Афиной-девой, госпожой коней. Выражение «Дева родит» Каллимах приводит как пример невозможного события, а Риан иронизирует над персонажем: будто бы Афину сделал женой. Григорий Назианзин подчёркивает парадокс: «Афина опять дева и рождает дракона».
Чудовищный Тифон планирует отдать Афину в жены Эфиальту и предлагает её в жены Кадму, отчего Ника опасается за девственность Афины.
Аргосские девушки перед замужеством приносили ей в жертву волосы. Упоминаются жрицы-девственницы Афины в некоторых местах
Согласно Нонну, Авра, мучаясь в родах, желает, чтобы Афина сама рожала. И Афина выкармливает своим молоком сына Авры и Диониса Иакха, как ранее Эрехтея-Эрихтония.

### Афина, материнство и супружество
Тем не менее Афина покровительствует и замужним женщинам. Женщины Элиды молились Афине, чтобы забеременеть.
Афина помогала Пенелопе оттянуть день новой свадьбы. В «Одиссее» Афина одарила Пенелопу разумом (II 116), даёт ей сладкий сон (I 360, XVI 451, XIX 604, XXI 358). Когда Пенелопа просит Афину за Одиссея (IV 762—767), богиня посылает к ней призрак Ифтимы, чтобы её обнадёжить (IV 796—838). Афина внушает Пенелопе желание показаться женихам (XVIII 158), на некоторое время усыпляет Пенелопу и дарует ей красоту (XVIII 188—196). Афина внушает Пенелопе мысль устроить состязание (XXI 1).
Авга была жрицей Афины Алеи из Тегеи, которую соблазнил Геракл, и она подкинула ребёнка в священном участке храма Афины (либо спрятала в храме), из-за этого либо земля перестала плодоносить, либо началась чума, и оракулы возвестили, что в храме содержится нечестивое.
Когда отец решает изгнать Авгу, та обращается к Афине за помощью, и богиня вспоминает о Геракле. Попечением Афины ящик с Авгой и Телефом был перенесён через море.

### Афина и музыка
Афина сплясала боевой танец с копьём и в латах либо после победы над титанами, либо сразу после рождения.
Полиэн рассказывает легенду, как Прокл и Темен Гераклиды воевали с Еврисфеидами за Спарту и приносили жертву Афине, а в битве им помогли флейтисты. С тех пор флейта ведёт лаконцев. О флейтистах в спартанском войске упоминает Фукидид.
Труба (Сальпинга) — эпитет Афины. В эпиграммах Афине посвящают трубу или даже «трубу Эниалия».

### Афина и корабли
Уже у Гомера Афина выступает как покровительница кораблестроения и мореплавания. В одном из авторских сравнений безымянный корабельный зодчий назван воспитанником Афины. Также Гомер отмечает, что ранее Афина покровительствовала зодчему Фереклу, который строил корабль для Париса (согласно Коллуфу, богиня не одобрила его работу).
По указаниям Афины зодчий Арг из Феспий создал корабль Арго. Аполлоний называет этот корабль творением Афины Итонской. На носу Афина укрепила кусок ствола додонского дуба, который мог прорицать. После завершения плавания корабль Арго был помещён по воле Афины на небо.
Данай по совету Афины построил 50-вёсельный корабль с двумя носами, на котором бежал с дочерьми.
Афина посылает попутный ветер Телемаху, Тесею, ахейцам, возвращавшимся с Лемноса. Изображение лика Паллады было на афинских кораблях.

### Афина-ремесленница
Искусство работ отмечает Гомер, называя её наставницей мастера по металлу. Дедал научился своему искусству у Афины. Поэт Александр Этолийский утверждает, что статуя Афродиты — работа самой Афины.
Гесиод указывает на её связь с ремесленниками-плотниками. Афина отполировала копьё Пелея. Она помогает гончарам. Ремесленника Солон называет знающим «дело Афины». Эпиграммы говорят о посвящении Афине орудий ремесла плотника и орудий труда земледельца.
Афина обучает дочерей Пандарея искусствам, также она обучает мастерству Евриному, дочь Ниса и, вероятно, дочерей Левкона, а также вообще девушек ремёслам.
Также говорится, что она вместе с Гефестом обучила людей ремёслам, а её и Гефеста, в свою очередь, обучили киклопы.
В более поздних текстах Афина считается изобретательницей ремёсел и искусств, ради которых почитается.
Арат отмечает, что для изготовления простейшего небесного глобуса нужно «ремесло Афины».

### Афина-ткачиха
Гомер упоминает, что Афина сама изготовила свою одежду и одежду Геры и обучила феакиянок ткацкому искусству. Гесиод говорит, что Афина изготовила платье для Пандоры. Аполлоний Родосский подробно описывает изображения на плаще, который Ясону подарила Афина Итонида, не упоминая, ткала ли его богиня сама.
Согласно Коринне, Афина научила ткачеству Метиоху и Мениппу, дочерей Ориона. У Овидия ткачихи Миниады «задержаны Палладой» и её трудом, не желая поклоняться Дионису. Сенека упоминает «Палладину работу» служанок, изготавливавших одежду Геракла, а также Федру, забросившую «ремесло Паллады».
Афина покровительствует ткацкому искусству, однако Платон подчёркивает, что её наставник в этом искусстве — Эрот. Древняя статуя Афины в Эрифрах изображала её с прялкой в каждой руке.
Прялка — дар Афины. Ткацкий станок называют занятием Афины, а ткачих — служащими «делу Афины». Популярный сюжет эпиграмм — посвящение Афине орудий ткацкого ремесла; посвящение ткачих в храм Афины Прядущей. Проперций упоминает «еврипильскую ткань косской Афины».
Поэтесса Мойро из Византия (III век до н. э.) изложила легенду о том, как некая Алкиноя из Коринфа наняла ткачиху Никандру, но не заплатила ей за работу, та взмолилась Афине, и Алкиноя влюбилась в самосца Ксанфа, оставила семью, после чего бросилась в море
Марциан Капелла толкует рассказ Гесиода, объясняя, что Афина-Тритония одарила Душу одеждами, то есть телом. Философ Прокл отмечает, что «попечительницей ткацкого промысла оказывается одна из демониц из рода Афины, причём сама Афина воспевается как та, кто ткёт устроение умных видов в каком-то другом, демиургическом смысле».

### Афина-целительница
Рассказывали, что Асклепий получил от Афины кровь Горгоны, с помощью которой воскрешал мёртвых. По Еврипиду, Афина дала Эрихтонию при рождении две капли крови Горгоны, которые тот в златом кольце дал Эрехтею, а последний — Креусе (одна капля целительная, другая ядовитая).
Афина явилась во сне Периклу и указала траву для излечения его раба, упавшего с крыши строящихся Пропилей акрополя, траву прозвали парфений, а Перикл воздвиг статую Афины Гигиеи. На акрополе найдена база статуи Афины Гигиеи работы скульптора Пирра. Жертвенник Афины Гигиеи был в деме Ахарны.
Александр Великий, выздоровев, устроил состязания в честь Асклепия и Афины. Богиню Гигиею называли дочерью Асклепия и Афины Гигиеи. К больному оратору Элию Аристиду во сне явилась Афина, похожая на статую Фидия, и навела ему на ум сделать клизму из аттического мёда, после чего он поправился.

## Афина и герои
В древнегреческой мифологии крайне подробно освящена тема помощи богини различным героям. Именно она помогает большинству из них в совершении их подвигов.
| Герой       | Иллюстрация                                                | Мифы |
| ----------- | ---------------------------------------------------------- | --- |
| Персей      | Афина вручает Персею зеркальный щит                        | Диктис воспитал Персея в храме Афины. Афина предводила Персея, дала ему кривой меч (по другой версии, меч он получил от Гермеса) и направляла его руку, обезглавившую Медузу. Персей принёс богине в жертву телицу и отдал Афине голову Горгоны, и она поместила её на свой щит. Позднее Персей, Андромеда, Кассиопея и Кефей были помещены Афиной среди созвездий. Хотя Горгону на щите Афины упоминает уже Гомер (см. также Горгонейон), описание её появления там благодаря подвигу Персея сохранилось лишь у более поздних авторов. |
| Кадм        | Кадм убивает дракона                                       | Участие Афины в судьбе Кадма велико, хотя зафиксировано относительно поздними источниками. Афина вдохновила его и дала силы для битвы с фиванским драконом, а также вручила Кадму камень, которым тот поразил дракона. По совету Афины герой посеял зубы дракона, по её промыслу бросил глыбу в одного из рождённых землёй, вызвав схватку между ними, по её внушению оставшиеся спарты бросили оружие. После этого Кадм принёс в жертву Афине Онкайе телицу, которая привела его в Фивы. После того, как Кадм отбыл наказание за убийство, Афина дала ему царскую власть в Фивах. На свадьбе Кадма и Гармонии богиня подарила им ожерелье, пеплос и флейты. Половину зубов дракона Афина подарила Ээту. |
| Геракл      | Афина наполняет чашу Геракла вином                         | Уже в «Илиаде» Афина упоминает, что неоднократно помогала Гераклу по воле Зевса. Характер этой помощи раскрывается множеством текстов: Афина спасла Геракла во младенчестве, попросив Геру дать ему грудь, а затем отнеся к Алкмене и веля кормить, потому Гера — «вторая мать» Геракла. Афина бросает камень в безумного Геракла и спасает Амфитриона, этот камень называют Софронистер (Приводящий в разум). Геракл получил от Афины доспехи перед войной с Орхоменом; по другому рассказу, он получил от Гефеста золотой панцирь, а от Афины — плащ. В изображении Валерия Флакка Гера и Афина обсуждают судьбу Геракла-аргонавта. Афина воздвигла Гераклу тёплую баню при Фермопилах. Когда Геракл прибыл в Сицилию, Афина приказала нимфам, и близ Гимера забили тёплые источники для него. Помощь в совершении Двенадцати подвигов: - Афина была изображена на ларце Кипсела стоящей близ Геракла, сражающегося с лернейской гидрой, и подсказывающей ему, как убить чудовище. - Афина дала Гераклу медные погремушки работы Гефеста, с помощью которых он спугнул Стимфалийских птиц. - Афина говорит Посейдону, что тот не должен избавлять Гериона от смерти от рук Геракла. - Афина помогла Гераклу похитить Кербера из Аида. - На метопе храме Зевса Олимпийского изображалось, как Афина помогает Гераклу поддерживать небесный свод. - Афина забрала у Геракла яблоки Гесперид и вернула их на место. Участие в гигантомахии: - Согласно поэме «Меропида», Афина гремит с неба и помогает Гераклу против гиганта Астера с Коса, убивает его, снимает с него кожу и облачается в неё. С Коса Геракл по указанию Афины отправился на Флегрейские поля для гигантомахии. - Было известно, что Афина и Геракл помогли Зевсу. По совету Афины Зевс призвал в союзники Геракла против гигантов, по её же совету Геракл стащил гиганта Алкионея с земли Паллены и убил его. Участие в других подвигах: - Скульптурная группа в Дельфах (дар фокейцев) изображала Геракла и Аполлона, готовых вступить в борьбу за треножник, и Афину, удерживающую Геракла. - Как упоминает «Илиада», с помощью Афины троянцы некогда воздвигли вал Гераклу, спасавшемуся от кита, хотевшего съесть Гесиону. - В поэме «Щит Геракла» описывалось, как Афина даёт мощь Гераклу и Иолаю и восходит на их колесницу, выступает против Ареса, которого ранит Геракл. - Афина помогала Гераклу во время похода на Пилос против Аида. Она помогает Гераклу победить пилосца Периклимена. - Геракл взял у Афины локон Горгоны и дал его Стеропе, дочери Кефея, для обороны. - Афину изображали помогавшей Гераклу в битве с Ахелоем. Умирающий Геракл взывает к Афине (по Софоклу, он просит помощи; по Сенеке — лёгкой смерти). В храме Афины Меднодомной была изображена Афина, ведущая на небо Геракла. Стаций изображает богов Геракла и Афину встречающимися на поле битвы. |
| Тидей       | Семеро против Фив клянутся над жертвенным животным         | Согласно «Илиаде», Афина помогала Тидею в состязаниях с фиванцами. Неоднократно она упоминается в «Фиваиде» Стация. Когда фиванцы устроили Тидею засаду, Афина является победителю Тидею и предостерегает его от возвращения в Фивы, Тидей собирает трофеи для Паллады и обращается к ней с молитвой, обещая построить храм в Плевроне и посвятить ей 100 калидонянок (таких деталей, приводимых Стацием, в эпической «Фиваиде» быть не могло). Во время похода Семерых против Фив Афина присутствует рядом с Тидеем в бою, отражает от него часть стрел, прикрывает щитом. Когда Тидей был смертельно ранен, Афина выпросила у Зевса лекарство бессмертия для Тидея, но увидев, что тот пожирает мозг своего врага Меланиппа, возненавидела его и не дала ему волшебное средство. |
| Диомед      | Афина и Диомед                                             | Помощь Афины Диомеду подробно описывается в «Илиаде», прежде всего в V песне. Афина даёт силу герою (V 1-8), вновь вдохновляет его на бой, в том числе против Афродиты (V 114—132, 405), направляет копьё Диомеда на Пандара (V 290—296). После разговора с Диомедом богиня вдохновляет его на битву с Аресом, восходя на его колесницу (V 793—841), отводит пику Ареса от героя (V 854) и направляет копьё Диомеда в живот Ареса (V 855—867). В X песне поэмы Афина посылает цаплю как доброе знамение лазутчикам Одиссею и Диомеду, которые обращаются к ней с молитвой (X 274—297, 461—464), вдохновляет Диомеда (X 366, 482), является ему и указывает вернуться (X 508—512), герои возливают ей вино (X 578). В анонимной трагедии «Рес» Афина также появляется перед Одиссеем и Диомедом и говорит им о Ресе. Также Афина помогает Диомеду во время состязаний (XXIII 389, 399, 405), а Диомед обещает принести ей в жертву юную телицу (X 292). Как утверждает Квинт Смирнский, Одиссей и Диомед похитили ксоан Афины из Трои с её согласия. Утверждалось, что Диомед воздвиг храм Афины Остроглядящей в Аргосе. Диомед был одним из предполагаемых владельцев палладия. Уже в Италии Диомед вспоминает, что был храним заботами Афины во время шторма. Гораций упоминает Диомеда, вознесённого Палладой до богов. |
| Ахилл       | Ахилл с телом Гектора                                      | В «Илиаде» упоминается, что Афина помогала Ахиллу разрушить Лирнесс (XX 94-96, 192). Афина, посланная Герой, укрощает гнев Ахилла (I 194—222). Ахилл обращается к ней с призывом (XVI 97). Она зажигает пламя вокруг головы Ахилла, пугая троянцев (XVIII 203—206, 227). Посланная Зевсом, богиня передаёт Ахиллу нектар и амброзию, когда герой скорбит о Патрокле и отказывается от пищи (XIX 340—355). Во время схватки Афина отражает копьё Гектора от Ахилла (XX 438); в человеческом облике является Ахиллу и придаёт ему мощь (XXI 284—304). В решающей сцене с согласия Зевса (XXII 177—187) Афина является Ахиллу и указывает, что поможет ему сразиться с Гектором (XXII 214—223), затем принимает облик Деифоба и обманно советует Гектору встретить Ахилла (XXII 227—247), подаёт копьё Ахиллу (XXII 276), и Ахилл говорит Гектору, что «под моим копьём Тритогена скоро тебя укротит» (XXII 270—271, ср. XXII 446; XV 613). Согласно Пиндару, Артемида и Афина дивились юному Ахиллу. По изложению Овидия, Ахилл, победив в начале войны Кикна, принёс в жертву Афине телицу. Стаций отмечает праздник Афины на Скиросе. Копьё Ахилла показывали в храме Афины в Фаселиде. В поэме Квинта Смирнского Афина является во сне Пенфесилее, убеждая вступить в бой с Ахиллом. После смерти героя Афина приходит оплакивать Ахилла и натирает его амброзией. |
| Одиссей     | Афина является во сне Пенелопе                             | Как в «Илиаде», так и особенно в «Одиссее» Афина выступает как постоянная покровительница итакийского героя. Посланная Герой, она советует Одиссею («Илиада» II 156—182), принимает облик вестника (II 279) и помогает ему успокоить народ; направляет героя против ликийцев (V 676); помогает Одиссею и Диомеду в их ночной вылазке; защищает Одиссея от пики троянца Сока (XI 438), помогает ему во время состязаний в беге (XXIII 769—783). Под Троей Афина постоянно любила Одиссея, внушила троянцам решить суд за оружие в пользу Одиссея, а не Аякса, поддерживала его в ночь взятия Трои. В песнях «Одиссеи» (IX—XII), посвящённых скитаниям героя, богиня не помогает ему ни разу (о чём с горечью говорит сам Одиссей) и даже не упоминается в них, кроме речей в Аиде и одного эпизода, когда Одиссей в пещере Полифема вспоминает об Афине (IX 317). На острове Кирки ему помогает Гермес, и послом к Калипсо отправляется тоже Гермес, и Одиссей строит плот без помощи Афины. Однако помощь возобновляется, когда в начале второй поэмы Гомера Афина просит Зевса за Одиссея («Одиссея» I 44-93). После крушения плота Одиссея Афина успокаивает ветры (V 382) и помогает ему выбраться на берег (V 427, 437), затем посылает сон (V 491). Афина принимает множество обликов в поэме, являясь в них Одиссею: - в облике девушки она проводит Одиссея во дворец и удаляется (VII 19-78), - в облике глашатая Алкиноя созывает народ (VIII 7-15), - в облике старца отмечает победу Одиссея в состязании (VIII 193—199), - в облике юного пастушка встречает Одиссея на Итаке (XIII 221—286), после чего превращается в девушку и беседует с Одиссеем (XIII 287—440), - в облике девушки является Одиссею в хижине Евмея (XVI 155—177), - в облике девушки является к Одиссею перед сном (XX 30-54), - обращается в Ментора, обращается с речью к Одиссею и превращается в ласточку (XXII 205—240). Афина возвышает станом Одиссея (VI 229—235), даёт ему силу в состязании (VIII 18-23), возвращает ему красоту (XVI 207—212), делает Одиссея выше ростом и сильнее (XVIII 70), вновь украшает Одиссея перед свиданием с Пенелопой (XXIII 156—162). Однако при необходимости Афина обращает Одиссея в нищего старика, прикоснувшись тростью (XIII 429—440), а затем вновь превращает его в старика своей тростью (XVI 455—458) и указывает просить подаяния (XVII 360). На острове феаков Афина скрывает Одиссея облаком (VII 14, 42, 140), на Итаке она окружает Одиссея и его спутников мглой и помогает покинуть город (XXIII 372). Одиссей сам указывает на помощь Афины (XVI 233, 283), она дважды отражает от него удары копий женихов (XXII 256, 273). Как говорит Гомер, Одиссей «один с Афиной» обдумывал истребление женихов (XIX 2, 52).                                                                                                |
|             |                                                            | Помощь Афины ряду других героев тоже известна, но их связь не столь выражена. |
| Тесей       | Тезей и Эфра, показывающая, где Эгей спрятал вещи для сына | Примечательно, что роль Афины в судьбе главного афинского героя Тесея минимальна, ему помогает прежде всего Посейдон. Афина послала сновидение Эфре, чтобы та явилась на остров Сферия, где зачала Тесея от Посейдона. Посейдон и Эгей в одну ночь возлегли с Эфрой в святилище Афины (согласно Павсанию, Эфра воздвигла храм Афины Апатурии на острове позже). Согласно Овидию, Тесей, предупреждённый Палладой, во время битвы кентавров и лапифов отстранился от брошенной врагом сосны. У Стация Тесею желают помощи Паллады. |
| Ясон        | Ясон убивает дракона                                       | Аполлоний Родосский минимизирует помощь Афины аргонавтам, но в поэме Валерия Флакка «Аргонавтика» её роль более значительна. Перед походом Ясон обращается с молитвой к Палладе и другим богам. Поэт описывает совещание Афины и Геры (V 282—291), а также разговор Зевса, Арея и Афины (V 623—689). Во время битвы сама Паллада с эгидой стоит рядом с Ясоном (VI 173—176) и насылает ужас на врагов (VI 408). Геракл сражается с гидрой с помощью Паллады (VII 624). Медея обращается с мольбой к изображению Афины (VIII 203), а на острове Певка Ясон воздвигает алтарь богини (VIII 223). По Гигину, на острове Афины Ясон приносил ей жертву, когда появился воин Абсирт, Ясон убил его. |
| Беллерофонт | Беллерофонт верхом на Пегасе                               | Пиндар рассказывает, что Беллерофонт увидел во сне Афину, когда спал на её жертвеннике, и воздвиг алтарь Афине-Всаднице, когда та передала ему Пегаса. Овидий упоминает, что Афина посещает источник Пегаса на Геликоне и Муз. |
| Нестор      | Нестор и Брисеида                                          | Нестор обращается к ней с призывом. Афина помогает Нестору против Эревфалиона и в бою с элейцами, он приносит ей в жертву телицу. В «Одиссее» Нестор узнаёт посетившую его богиню, когда та улетает. Утверждалось, что на Кеосе Нестор воздвиг святилище Афины Недусии. |
| Менелай     |                                                            | Зевс и Парис называет её покровительницей Менелая, она защищает Менелая от стрелы Пандара (этот эпизод вспоминает Плутарх). Некогда Гера и Афина обнадёжили Менелая. Менелай обращается к богине. |
| Телемах     |                                                            | |

## Жертвы Афины
- будучи девочкой, случайно в игровой битве убивает своего товарища по играм Палланта (или молочную сестру Палладу, дочь реки Тритон), в честь него добавляет к своему имени прозвище «Паллада». (Поздний миф с целью объяснения этимологии непонятного прозвища). Вариант — Паллант был крылатым козлоподобным гигантом, который хотел Афину изнасиловать. Она его убила и, содрав с него кожу, сделала из неё эгиду. Согласно Аполлодору, Афина убила свою подругу Палладу, дочь Тритона, у которого они воспитывались, и изготовила её статую[305].
- помогает Гераклу и позже участвует бок о бок с ним в гигантомахии: убивает одного из гигантов, на другого наваливает остров Сицилия, с третьего сдирает кожу и покрывает ею своё тело.

Другие убитые Афиной:
- Астер. Великан с Коса, с которым сражался Геракл. Убийство его Афиной, которая облачилась в содранную с него шкуру, описывалось в эпической поэме «Меропида»[306]. Аристотель отмечает, что в связи с этой победой праздновались Панафинеи[307].
- Дамастор (гигант).
- Дракон, заброшенный на небо во время гигантомахии.
- Энкелад (гигант).
- Эхион (гигант).

### Медуза Горгона
По наиболее известному рассказу, Персей убил Медузу по требованию Полидекта. По другим сказаниям, Горгона пострадала, ибо захотела состязаться с Афиной в красоте. По Овидию, в храме Афины прекрасноволосую Медузу изнасиловал Посейдон, и Афина превратила её волосы в змей. По варианту, приводимому Еврипидом, Горгона была рождена Землёй и убита Афиной во время гигантомахии. Евгемер также писал, что Медуза была убита Афиной.

### Иодама
Иодама, жрица храма Афины Итонии, однажды ночью зашла в ограду храма, где увидела Афину с головой Медузы на одеянии и превратилась в камень. По другой версии, Иодама была сестрой Афины, которую та случайно убила.

### Тиресий
История его ослепления подробно изложена в V гимне Каллимаха «На омовение Паллады». Нимфа Харикло была любимицей Афины, и однажды они вместе купались в источнике на Геликоне (55-74). Тиресий увидел богиню вопреки её воле и ослеп (75-118), а Афина дала ему способность понимать язык птиц (то есть пророческий дар), а также кизиловый посох и способность сохранять разумность в Аиде (119—132).
Это сказание также вспоминают Проперций и Нонн.

### Аякс Теламонид
Афина крайне недоброжелательна к обоим Аяксам, что является одним из свидетельств раздвоения здесь образа.
В «Илиаде» Афина никогда не помогает Аяксу Теламониду, в отличие от других героев. У Софокла Калхант рассказывает Тевкру о причинах гнева Афины на Аякса: перед выступлением в поход он заявил, что не нуждается в помощи богов; а когда Афина подбадривала ахейцев криком, Аякс заявил, что не нуждается в её помощи.
Из-за гнева Афины Агамемнон и Менелай отказали Аяксу и отдали Одиссею оружие Ахилла. Затем Афина поражает Аякса безумием, потом возвращает разум, и он видит убитый скот, после чего бросается на меч.

### Аякс Оилид
Когда Троя пала, Кассандра обняла ксоан Афины, а Аякс оторвал её, и Афина в гневе навела непогоду. Как говорится в поэме Ликофрона, за проступок одного человека Эллада воздвигнет кенотафы десяти тысячам людей, которые разобьются о скалы, ибо Афина решает наслать бурю на греческий флот.
На ларце Кипсела был изображён Аякс, оттаскивающий Кассандру от статуи Афины. Рухнувший кумир Афины упоминается Софоклом. Само по себе изнасилование Кассандры подчёркивается более поздними авторами. По выражению Овидия, Аякс «похитил деву у Девы».
Гомер упоминает, что во время состязаний Афина заставляет Аякса Оилида поскользнуться и упасть в кучу навоза.
Его гибель подробнее всего описана в поэме Квинта Смирнского. Афина гневается на Аякса Оилида (XIV 454—459) и обращается к Зевсу (XIV 460—481), который даёт ей своё оружие (XIV 482—490). Афина вооружается (491—501) и посылает Ириду к Эолу, чтобы тот устроил бурю у Каферейских скал (505—530), далее следует описание бури; Афина Атритона («Неумолимая») перуном разрушает корабль Аякса и радуется, глядя на гибнущих ахейцев (573—593), но Аякс спасается, чтобы погибнуть от трезубца Посейдона. Использование Афиной именно перуна Зевса носит уникальный характер, но хорошо зафиксировано источниками (хотя у Гомера упомянута только буря).
Ликофрон подробно говорит, что оракул сообщил локрам, что они должны умилостивить Афину в Илионе, посылая двух дев в течение тысячи лет. Каждый в Илионе будет ждать дев с камнем, мечом или топором, и они должны входить в город ночью, чтобы их не заметили и не убили.

### Арахна
Этот миф неизвестен классическим греческим источникам. На него намекает Вергилий и подробно излагает Овидий в VI книге «Метаморфоз».
Арахна похвалялась своим ткацким мастерством. Афина принимает облик старухи и предлагает Арахне состязаться. Хотя работа Арахны ничем не уступала Афине, та порвала ткань и ударила Арахну челноком в лоб, и та повесилась, после чего Афина превратила её в паучиху.

## Афина и божества

### Зевси Афина
Афина восседает рядом с Зевсом, неоднократно владыка богов посылает её выполнять его поручения, но нередко Афина сама советует Зевсу. Она просит Зевса не губить ахейцев.
В «Илиаде» есть следы антагонизма отца и дочери, исчезающего позднее. Упоминается, что некогда Афина была союзницей Геры и Посейдона против Зевса. Когда Афина собирается вместе с Герой помочь ахейцам, то посланная Зевсом Ирида останавливает их, называя Афину псицей.
В «Одиссее» Афина просит Зевса за героя (I 44-93), и Зевс посылает Гермеса к Калипсо, чтобы вернуть Одиссея на родину (V 5). В одном из эпических текстов Афина выступает посланницей Зевса к Хирону.
Во время похода Ксеркса на Элладу дельфийский оракул предсказал, что Афина не в силах смягчить гнев Зевса. Еврипид упоминает, что Зевс победил гигантов на колеснице Афины. По одной из версий, Зевс подарил свою козью шкуру (эгиду) Афине.
Несколько статуй Афины стояли в святилищах Зевса.

### Афина иГера
В «Илиаде» Афину отмечает особая близость к Гере (IV 21, VIII 457), что объясняется их общим неуспехом на суде Париса. В послеэпических текстах связь Афины и Геры распадается.
Гера и Афина обрекли Трою на гибель и разрушили Трою из-за Париса. Гера и Афина вместе радуются после взятия Трои.
В «Фиваиде» Стация Гера отправляется в Афины, чтобы умилостивить Палладу, и с дозволения Паллады Гера ведёт в Афины аргивских матерей. Вместе Гера и Афина выступают в поэме Валерия Флакка.
Статуи Афины ставили в храмах Геры.

### Афина иАфродита
Их соперничество известно из «суда Париса».
Согласно «Илиаде», Афина призывает Диомеда на бой с Афродитой (V 131—132), и герой ранит богиню (V 334—343), после чего Афина издевается над Афродитой на Олимпе (V 420—430). Во время «битвы богов» Афина сама избивает Афродиту (XXI 416—433).
Согласно гомеровскому гимну, Афродита не может увлечь Афину, которая любит войны и ремесло. В трагедии «Рес» Афина принимает вид Афродиты и обманно воодушевляет Париса (у Гомера боги никогда не принимают облик друг друга).
Эпиграмма Гермодора (III век до н. э.) сравнивает статуи Афродиты Книдской и Афины Парфенос, осуждая выбор Париса. Пара анонимных эпиграмм «Палатинской антологии» иллюстрируют оппозицию Афины и Афродиты, описывая ткачиху, ставшую гетерой, и гетеру, ставшую ткачихой. Нонн включает в поэму песнь Левка о состязании Афины и Афродиты: Афродита взялась за ткацкое ремесло, но безуспешно, и боги отговорили её. У Нонна Афина убедила Зевса вернуть Афродиту Гефесту.

### Афина иПосейдон
Соперничество и оппозиция Посейдона и Афины выражена в мифах довольно чётко. Афина и Посейдон спорили не только за Афины, но и за Трезен в царствование Алфепа, и Зевс приказал им владеть городом сообща, а на его древних монетах изображался трезубец и голова Афины.
Афинянин Бут стал жрецом Афины и Посейдона Эрехтея.
Еврипид отмечает, что Посейдон, защищавший Трою, побеждён Афиной и покидает Трою (у Гомера, напротив, Посейдон — враг троянцев).

### Афина иАрес
Соперничество и вражда Афины и Ареса неоднократно излагаются в эпосе, причём Афина несколько раз побеждает, а Арес — никогда.
В «Илиаде» она сначала выводит из боя Ареса (V 29-36), а затем с помощью Диомеда побеждает его (V 855—867), покрывшись шлемом Аида и став невидима даже Аресу (V 845). Она удерживает Ареса на Олимпе (XV 123—142), а во время «битвы богов» встаёт против Ареса (XX 69) и вновь побеждает его, отразив эгидой его копьё и сразив Ареса броском глыбы (XXI 392—414).
Афина отклоняет от Геракла копьё Ареса в поэме «Щит Геракла». Согласно «Телегонии», во время войны бригов и феспротов Афина вступает в бой с Аресом, поддерживая Одиссея. У Софокла встречается обращение к Афине, хранящей Фивы, и призыв изгнать Ареса.
В поэме Квинта Смирнского Афина появляется у Трои, чтобы сразиться с Аресом, но Зевс останавливает их, и она возвращается в Афины; затем Арес вторично выступает против Афины, и опять Зевс останавливает их. В поэме Нонна Арес желает сразиться с Афиной и Гефестом, а в битве богов Афина побеждает Ареса.
Согласно философу Проклу, в «битве богов» у Гомера участвуют не боги, а их эманации-демоны в материальном инобытии; Афина и Арес борются как интеллектуальное устроение жизни с необходимостью.

### Афина иГефест
Гефест и Афина близки своей связью с ремеслом. Гефест помогает при рождении Афины, но безуспешно пытается взять её в жены. Некоторые предметы, которые Афина дарит героям, изготовлены Гефестом.
Согласно Платону, в глубокой древности вокруг святилища Афины и Гефеста селилось сословие воинов.

### Афина иДионис
Связь Афины и Диониса отсутствует у Гомера и появляется в орфических поэмах. Согласно им, Афина выкрала сердце старшего Диониса и получила имя Паллады от его пульсирования. Философ Прокл толкует это в том смысле, что когда Дионис был растерзан, его ум благодаря промыслу Афины сохранил неделимость (сердце в архаическом представлении — вместилище ума).
На одной краснофигурной вазе изображалось, как Афина принимала из рук нимфы Дирки младенца Диониса.
В поэме Нонна Афина в виде Оронта является во сне Дериадею, побуждая его сразиться с Дионисом. Зевс убеждает Афину помочь Дионису в бою, позже она по велению Зевса вдохновляет отступившего Диониса вернуться в битву. Наконец, Афина в образе Моррея является Дериадею и обвиняет его в трусости, тот вступает в бой с Дионисом и погибает, что завершает индийский поход.

### Афина иАполлон
Хотя Пиндар упоминает, что Аполлон защищал Трою от Афины Полиады, но их антагонизм не выражен, и в «Илиаде» Афина договаривается с Аполлоном
Храм Аполлона в Дельфах был возведён Гефестом и Афиной. В пеане Аполлону Аристоноя рассказывается, что когда Аполлон очистился от пролитой крови, то Афина убедила Гею и Фемиду, и Аполлон, «вняв Афины внушению», направился в Пифо, почему и чтит храм Афины. Овидий приводит в пример родственную любовь Аполлона к Афине. Афина выступает с ним на одной стороне в «Эвменидах» Эсхила.

### Афина и другие божества
Связь с Гермесом мала. Некогда Афина и Гермес по приказу Зевса очистили Данаид от скверны.
В варианте мифа, излагаемом Овидием, когда Гермес влюбляется в Герсу, Афина является к Зависти и приказывает ей отравить Аглавру своим ядом, что та и делает, и вскоре Гермес превращает Аглавру, завидующую Герсе, в камень.
Некогда Афина играла вместе с Персефоной и собирала с ней цветы. Согласно Еврипиду, Афина «меднобронная» и Артемида помогали Деметре искать дочь. Элевсинская богиня Деметра почти не пересекается с Афиной.
Несколько раз Афина-воительница упоминается в паре с Артемидой-охотницей как яркая оппозиция дев с разными функциями. Овидий отмечает, что и Афина, и Артемида покинули Афродиту и Эрота.
На троне Аполлона в Амиклах изображалось, как Афродита, Афина и Артемида ведут на небо Гиацинта и Полибою.
Афину и Нику-Победу иногда изображали рядом. Согласно аркадцам, Ника — дочь Палланта и воспитывалась вместе с Афиной. В одной из эпиграмм Ника названа дочерью Афины.

## Окружение Афины
- Айдо. По словарю Суды, кормилица Афины, почитавшаяся на акрополе[392].

### Родственные взаимоотношения

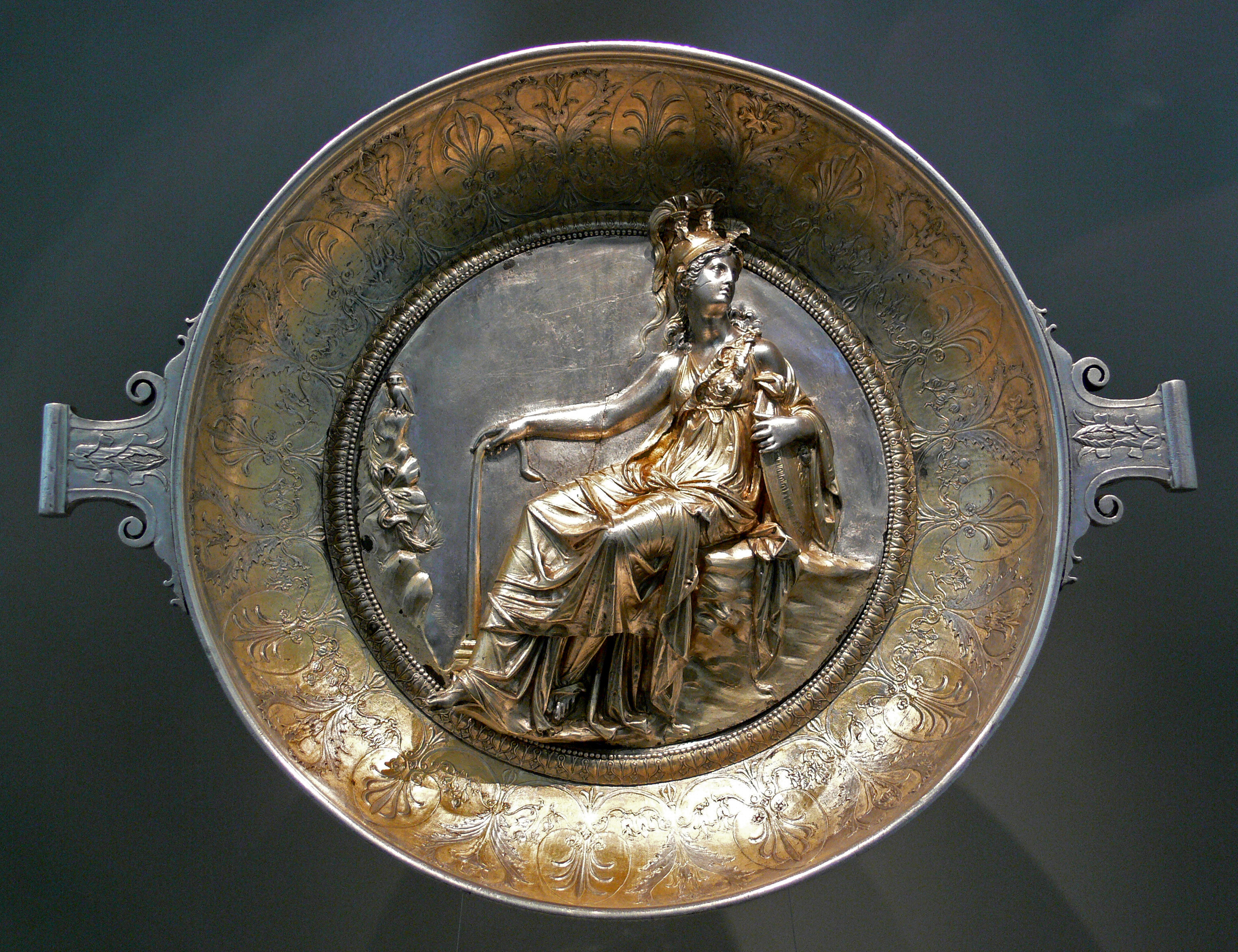
«Афина». Рельефное изображение на серебряном блюде, I в. н. э., Берлин, Государственные музеи

- дети (для афинян девственность их богини была символом неприступности их города, поэтому предполагается, что многие мифы были изменены и смягчены. По разным сказаниям, её потомство включало):
  - Эрихтоний — в классической версии мифа, сын от семени Гефеста (попытавшегося изнасиловать Афину), излившегося на мать-землю Гею. Пользовался постоянным покровительством Афины.
  - Лихнос («светильник») — также сын от Гефеста. Цицерон упоминает, что Афина I родила от Гефеста I Аполлона I, который считается хранителем Афин[393].
  - Она родила Гигиею от Асклепия[394].
  - родила корибантов от Гелиоса (версия прасийцев)[395].

### Объекты под её покровительством

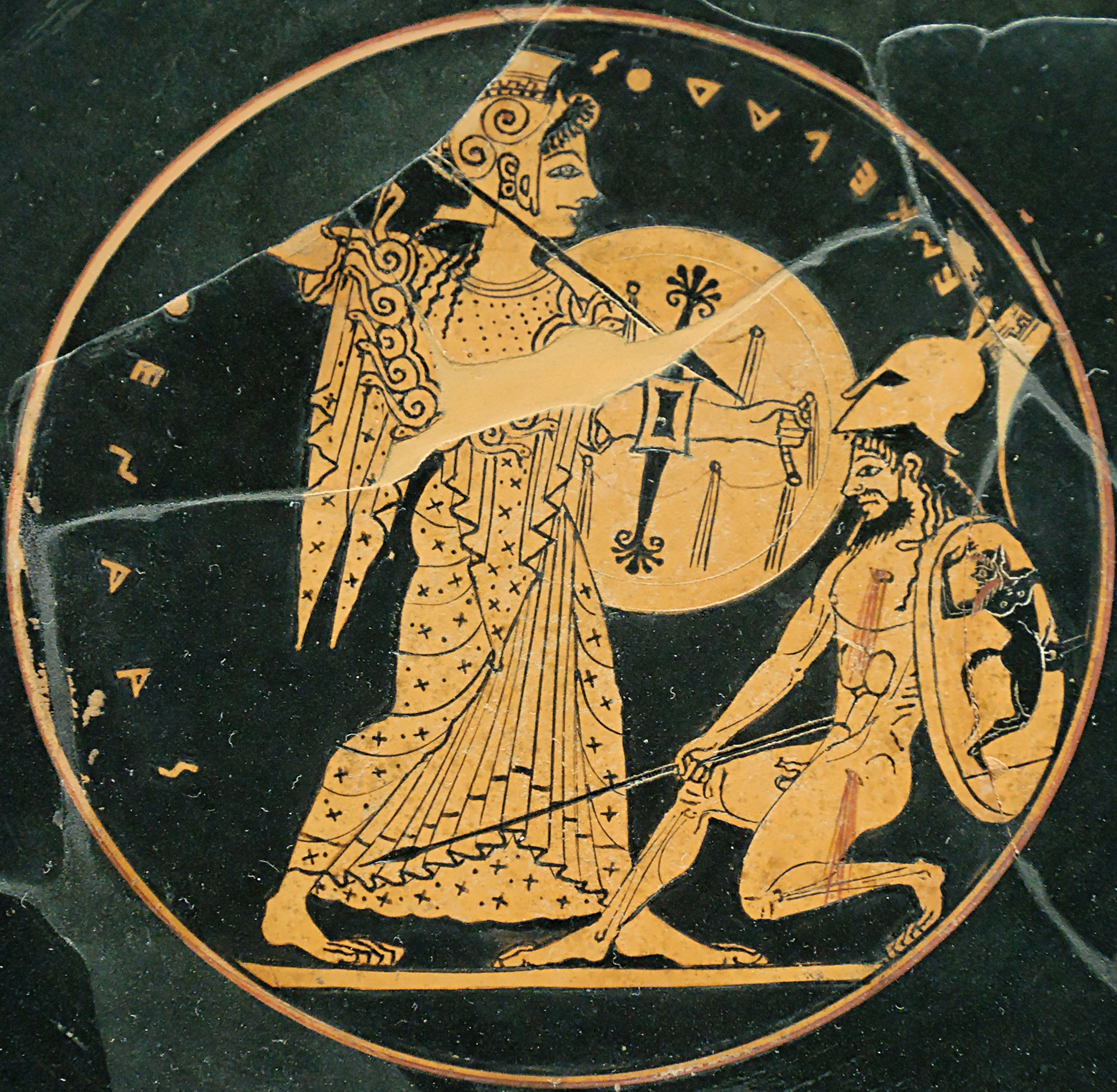
«Битва Афины с Энкеладом». Фрагмент росписи краснофигурного килика. VI в. до н. э., Лувр

Покровительством Афины пользовались:
- змеи. (В храме в Афинах обитала огромная змея — страж Акрополя).
- Город Афины. Например, в трагедиях Еврипида упомянуты «кремль Афины»[396], «город Паллады»[397], «стены Паллады»[398], «берег Паллады»[399], весь, край или страна Паллады[400], «народ Паллады»[401].
- исключительно справедливые войны (в отличие от сферы покровительства бога войны Ареса)
- многие герои (см. раздел Афина и герои)

### Афина и змеи
Полностью или наполовину змеевидны были афинские цари Кекроп и Эрихтоний, тесно связанные с Афиной.
Афина превратила волосы Медузы Горгоны в змей, а затем и поместила их на свою эгиду. Пиндар упоминает «десять тысяч змей» на эгиде Паллады. О змеях Паллады говорят и латинские поэты (у Стация даже «ливийские змеи»).
Змеи, убившие Лаокоонта и его сыновей, ползут к храму Афины Илионской и укрываются у её ног под щитом.
Императора Домициана полагалось называть отпрыском Минервы; Аполлоний Тианский с иронией напомнил, что она родила афинянам дракона.

### Афина и птицы
В поэмах Гомера Афина четырежды принимает орнитоморфный облик. Известно минимум четыре мифа, в которых Афина превращает в птиц женских персонажей.
В «Илиаде» Афина садится на дубе, как ястреб, а в «Одиссее» превращается в некую птицу и улетает после беседы с Телемахом; после беседы с Нестором превращается в орла и улетает; после беседы с Одиссеем превращается в ласточку и садится на перекладине у потолка.
Известно, что Афина даровала Тиресию способность понимать язык птиц. Одно из имён богини — Чайка.
Скала Афины Эфии (Утка-нырок) находилась в Мегариде. Согласно Гесихию, Афина почитается у мегарцев в таком облике потому, что, превратившись в утку-нырка, спрятала под своими крыльями Кекропа и доставила его в Мегару.
Сова — знак служения Палладе; сова — «когтистая птица Минервы». Была известна пословица «таскать сов в Афины».
Рассказ о превращении Никтимены, дочери царя Лесбоса, которая возлегла со своим отцом, в сову приводит Овидий.
Поэт Бей изложил миф о том, что дети Евмела из Меропиды на Косе не хотели приносить жертв Афине и не посещали священную рощу Афины и Артемиды. Афина в облике девушки и другие боги появились у них дома. Когда Меропида стала насмехаться над Афиной, та превратила её в совёнка.
Афина превратила в ворону дочь Коронея, которую преследовал Посейдон. Позже эта ворона, сообщившая Афине о нарушении дочерьми Кекропа запрета, была жестоко наказана, лишившись голоса. Лукреций отмечает, что вороны не залетают в место близ храма на афинском акрополе, но, вопреки рассказам поэтов, не из-за гнева богини, но из-за природных свойств местности. Статуя из Короны (город в Элиде) изображала Афину с вороной в руке.
Дедал сбросил своего племянника, завидуя ему, с твердыни Афины, а та превратила мальчика в куропатку.

## Культ Афины

### Почитание в Греции
Афина почиталась во всём регионе. Помимо Афинского, ей было посвящено несколько акрополей — Аргос, Спарта, Мегары, Троя, Трезен, Эпидавр-Лимера, Феней, Левктры, Корона, Скепсис, Акрагант, причём ещё до прихода ахейцев, в древний период. Элий Аристид отмечает, что она властвует над кремлями городов и головами людей.
В Аттике Афина была главным божеством страны и города Афин, покровительницей афинян.
В древней Греции Афине посвящались третий, тринадцатый и двадцать третий дни месяца.

### Жертвы Афине
Миф упоминает, что древнейшие жертвы Афине были совершены на Родосе и в Афинах — Гелиады принесли их сразу, но без огня, а Кекроп — при горящем огне, но позже.
В поэмах Гомера подробно описаны два жертвоприношения Афине, помимо более простой формы — возлияния ей вина. Согласно VI песне «Илиады», троянки совершают жертвоприношение во главе со жрицей Феано, принося ей в дар одежду сидонской работы (VI 88-95, 269—279, 379—380, 384—385), но Афина отвергает жертву (VI 293—311).
В III песне «Одиссеи» подробно описывается жертвоприношение Нестором богине юной непривычной к работе телицы с позолоченными рогами, на котором незримо присутствует и сама Афина. В «Илиаде» Нестор вспоминает, как приносил Афине в жертву юную телицу, а Диомед обещает ей аналогичную жертву.
Такая жертва несколько раз упоминается в других эпических текстах. По Овидию, Персей приносит в жертву Афине телицу перед браком с Андромедой. Нонн, подражая Гомеру, подробно излагает, как Кадм приносит ведшую его телицу в жертву Афине Онкайе. У Еврипида Афина отмечает, что Геракл некогда достойно принёс ей «жертву тельчию». Геракл, взяв штурмом Эхалию, также принёс в жертву быка, не знавшего ярма, Афине (у Софокла Геракл приносит жертву только Зевсу, но не Афине). В изложении Овидия Ахилл принёс в жертву Афине телицу, победив Кикна.
В последующий период жертвоприношения животных упоминаются редко и вне собственно Греции, наиболее знаменит ритуал Панафиней, напоминающий гомеровское описание троянского приношения. Еврипид упоминает изготовление во время афинского праздника пеплоса Афины со сценами титаномахии. Важность этого ритуала отмечает Прокл Диадох.
Персидский царь Ксеркс I принёс в жертву Афине Илионской 1000 быков (480 год до н. э.). Александр Македонский в Бактрии закалывал жертвенных животных Афине и Нике. Македонский царь Персей принёс в жертву 100 крупных животных Афине Алкидеме (171 год до н. э.).
Чаще всего источниками зафиксированы жертвы Афине Илионской:
- Во время Пелопоннесской войны спартанский полководец Миндар приносил жертву Афине в Илионе[443].
- В Илионе Александр Македонский принёс жертву Афине[444] и посвятил ей собственные доспехи, а также выбрал для себя щит из лежавших в храме[445]. В битве при Гранике этот щит был пробит в трёх местах[446]. Во время штурма города маллов Певкест прикрывал Александра священным щитом Афины Илионской, когда тот был близок к гибели[447].
- Антиох III принёс жертву в Илионе Афине (192 год до н. э.)[448].
- Командующий римским флотом Гай Ливий Салинатор принёс жертвы Афине в Илионе[449], позже их принёс Луций Корнелий Сципион Азиатский (консул 190 года до н. э.)[450].

### Жрицы и прислужницы Афины

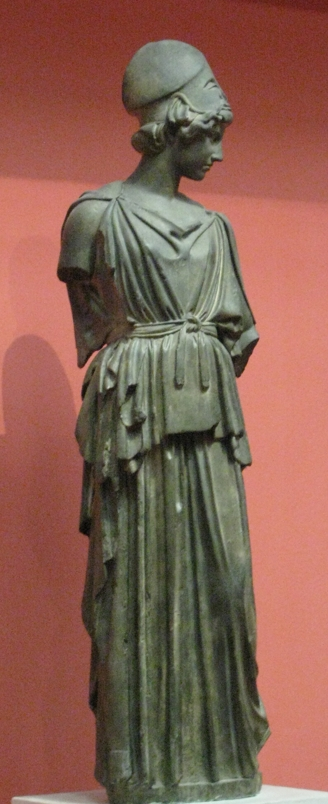
Богиня Афина. Скульптурная группа «Афина и Марсий» работы Мирона. Фрагмент

Первую жрицу Афины звали Калифиесса. Есть несколько мифов о страшной участи жриц и прислужниц Афины: Герса и Аглавра погибают, Иодама превращается в камень. Однако Авге Афина помогает. Жрицами были также Пандроса, Феано и Феба (одна из дочерей Левкиппа, похищенных Диоскурами). Известны также верховные жрицы Лисимаха I (V—IV вв. до н. э.) и Лисимаха II (III в. до н. э.).
Известны некоторые детали афинского культа. Жрица Афины Полиады не ест аттический сыр. Афине Полиаде служат девушки-аррефоры (их две, и их заменяют после исполнения обряда). Во время праздника они несут по подземному ходу на голове то, что даёт им жрица Афины, и взамен этого берут другое. Несение в корзинах святынь к храмам Паллады упоминает Овидий. В святилище Афины Полиады горел неугасимый светильник, который наполняли маслом раз в год.
В храме Афины Итонской женщина каждый день возлагает огонь на жертвенник, возглашая имя Иодамы.
Сенека упоминает хоровод у алтарей Паллады с участием Деяниры, а также Авгу, начинавшую хороводы Паллады.
Скульптор Деметрий создал статую Лисимахи, которая была жрицей Афины 64 года.
Геродот упоминает жрицу Афины у педасийцев (Кария), у которой иногда вырастала борода.

### Посвящение оружия
В храмы Афины нередко посвящали трофеи:
- Согласно преданиям о Мессенских войнах, мессенец Аристомен принёс в жертву щиты спартанцев к храму Афины Меднодомной[464] (либо один щит[465]).
- Алкей упоминает, что его оружие афиняне повесили в святилище «Совоокой Афины»[466].
- После битвы при Гранике Александр Македонский отправил в Афины 300 комплектов персидского вооружения в дар Афине Палладе[467].

В эпиграммах упоминаются посвящения в храм Афины щита, стрел, копья.

### Рощи Афины
Рощи Афине посвящались нечасто, хотя уже Гомер упоминает священную тополиную рощу Афины на острове феаков. Священные маслины составляли рощу Академа в Афинах. Известна также роща Афины в Тифорее (Фокида), священная роща Афины в Линде.
В поэзии упоминаются роща Афины и Артемиды на Косе и роща близ храма Афины на Лемносе, где (в изложении Стация) лемниянки клянутся перебить мужей. Вергилий говорит о «Палладиных рощах» с маслиной.

### Маслина как символ Афины
Связь Афины и масличного древа — постоянный мотив в поэзии. Поэму о споре оливы с лавром написал Каллимах. Позднейшие евгемеристы утверждали, что она одомашнила масличное древо. По описанию Нонна, Афина оплакивает маслину, помня нимфу Морию.
В Афинах олива в святилище Эрехтея, считавшаяся «той самой», посаженной Афиной во время спора с Посейдоном, была сожжена персами в 480 году до н. э., но сразу после пожара пустила росток. Тех афинян, кто срубал священные маслины, судил совет Ареопага и мог приговорить к смертной казни.
Согласно орфикам, Афина некогда увенчала куретов оливковой ветвью. Венок из оливковых ветвей вручался победителю на играх, победителям в гимнастических состязаниях и конских ристаниях вручали оливковое масло со священных маслин. Ясон поднимает оливковую ветвь, прося перемирия у лемниянок.
Плиний рассказывает, что на площади в Мегаре стояла дикая маслина, на которую воины прикрепляли своё оружие, посвящая его богине. Оракул предсказал, что город погибнет, когда «дерево произведёт оружие», что и случилось, когда мегарцы попытались обрубить разросшееся древо. Так оливковое древо стало «деревом судьбы».
Лето родила детей под «Палладиным древом» и пальмой. Дионис дал дочерям Ания возможность превращать все в «ягоды Афины». Диодор приписывает египтянам утверждение, что оливки изобрёл Гермес, а не Афина.
Толкование символики маслины, упоминаемой Гомером, даёт неоплатоник Порфирий: 

 Будучи вечноцветущей, маслина обладает некоторыми свойствами, наиболее удобными для обозначения путей души в космосе, которому посвящена пещера. Летом белой стороной листья обращаются вверх, зимой же более светлые части поворачиваются в обратную сторону. Когда в молитвах и мольбах протягиваются цветущие масличные ветви, надеются, что мрак опасностей будет превращён в свет. Маслина, по природе своей вечноцветущая, приносит плоды, вознаграждающие за труд. Поэтому она и посвящена Афине. Победителям в состязании вручается венок из листьев маслины. Масличные ветви служат прибегающим к мольбе. Так и космос управляется вечной и вечноцветущей мудростью интеллектуальной природы, от которой даётся победная награда атлетам жизни и исцеление от многих тягостей.
Порфирий. О пещере нимф 33, перевод А. А. Тахо-Годи 

### Празднества

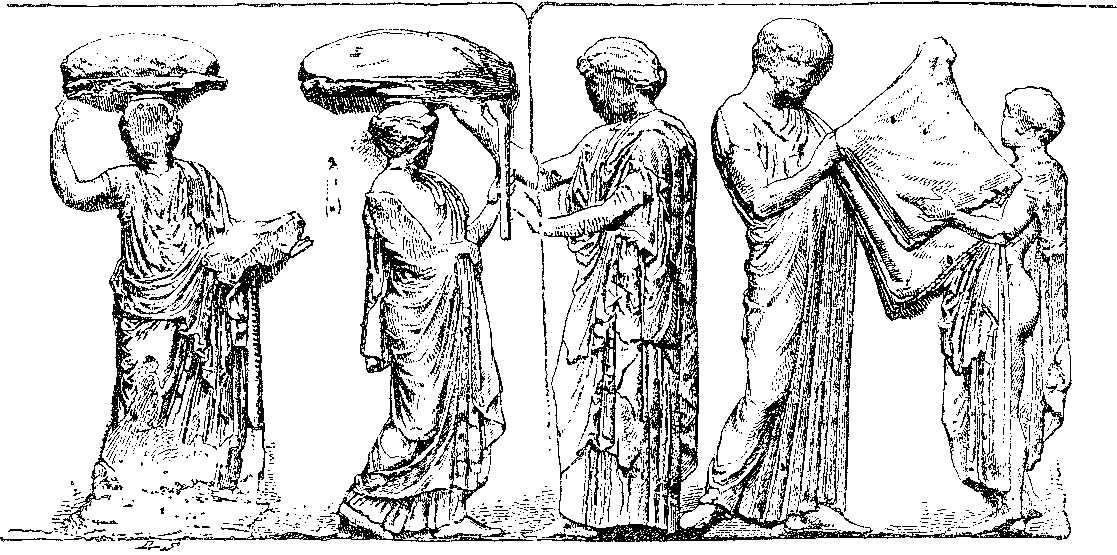
Фриз Парфенона: обряд ткания пеплоса

- Панафинеи («всеафинские»), посвящённые сразу всем «направлениям деятельности» Афины. Проводились в Афинах ежегодно в августе. Основателем панафиней считался Эрихтоний, преобразователем — Тесей.
- Великие Панафинеи с музыкальными и гимнастическими соревнованиями. Торжества начинались ночью факельным шествием и завершались праздничным шествием афинян. Процессия поднималась по священной дороге и вступала в храм, чтобы принести в дар Афине пеплос, сотканное руками знатных афинянок из тончайшей дорогой шерсти одеяние с золотым шитьём. Специально к празднику готовились «панафинейские амфоры», объёмом в 26 литров, на которых изображались сцены состязаний и сама богиня. Амфора, наполненная оливковым маслом, доставалась победителю состязаний. От этих амфор ведут своё происхождение кубки, вручаемые победителям в настоящее время. Ежегодные панафинеи устраивал Солон, великие установил Писистрат. Согласно «Хронике Евсевия», гимнастические состязания на Панафинеях впервые проведены в 566/65 году до н. э. Перикл ввёл состязания в пении, игре на кифаре и флейте. На панафинеях приносились жертвы Афине и происходила передача пеплоса богини, на котором изображались её подвиги в гигантомахии. Священные сосуды Афины — расписные амфоры для Панафиней упоминает Каллимах[493].
- Синойкии — афинский праздник в честь богини, связанный с объединением общин, происшедшим при Тесее[494].
- Плинтерии («Праздник омовения») — статую Афины Полиады жрицы закутывали в покрывала, 25 фаргелиона был установлен всенародный траур[495]. Возвращение Алкивиада в город в этот день было сочтено дурным предзнаменованием[496].
- земледельческие праздники:
  - прохаристерии (в связи с прорастанием хлеба),
  - плинтерии (начало жатвы),
  - аррефории (дарование росы для посевов),
  - каллинтерии (созревание плодов),
  - скирофории (отвращение засухи). Во время этих празднеств происходило омовение статуи Афины, юноши приносили клятву гражданского служения богине.

Праздники в других городах:
- В честь богини тегеаты проводили игры Алеи[497].
- Праздник итоний в Кранноне (в честь Афины Итонии)[498].
- У храма Афины Итонии в Беотии справляли Памбеотии[499].
- Игры, учреждённые Александром Великим в Илионе.

Также Геродот упоминает всенародное празднество в честь Афины Саисской и праздник «Афины» у авсеев в Ливии, где девушки сражаются между собой. Два римских праздника Минервы описывает Овидий в «Фастах».
Прокл связывает одевание Афины в пеплос с её победой над гигантами. Он пишет: 

 Разумеется, сокрушение гигантов является самым точным зримым образом, описывающим единство, пронизывающее всё. Ведь данная богиня, о которой говорят, что она привносит во всё подчинённое, частное и материальное, ум и единство, властвует над этим подчинённым и обеспечивает в нём превосходство мыслящего над неразумным, нематериального над материальным, а объединённого — над множественным. Следовательно, пеплос является символом силы Афины, обособленной от внутрикосмических вещей; благодаря этой силе она заключила союз со своим отцом и вместе с ним сокрушила гигантов.
Что же касается так называемых Малых Панафиней, то на них воздаются должные почести по преимуществу внутрикосмическому чину этой богини, который соответствует кругообороту Луны.
Прокл. Комментарий к «Пармениду» Платона 643, 13-25, пер. Л. Ю. Лукомского

### Явления Афины
Они неоднократно упоминаются в эпосе, но позднее излагаются источниками со значительной долей скепсиса и даже презрения к людскому легковерию.
При возвращении тирана Писистрата в город богиню Афину изображала высокая и красивая женщина Фия, стоявшая в доспехах на его колеснице. Позднее афиняне устраивали «священный брак» Деметрия Полиоркета с Афиной, и он с гетерой Ламией возлежал на её ложе.
По рассказу Полиэна, в Фивах была статуя Афины со щитом, лежащим перед коленями, и копьём в правой руке. Ночью Эпаминонд привёл мастера, который сделал богиню держащей щит за рукоятку, и выдал это за знамение.
Во время нападения галлов на Дельфы говорили, что Аполлона, Афину и Артемиду видели защищающими город.
По другому рассказу Полиэна, в 241 году до н. э. жрица Афины из Пеллены в Ахайе в полном вооружении и с шлемом показалась врагам-этолийцам, что крайне испугало их. Плутарх приводит две другие версии: либо это была девушка с шлемом из храма Артемиды, либо жрица вынесла кумир Артемиды и испугала врагов.
Помпей Трог излагал легенду, что во время осады галлами Массилии Афина явилась ночью к царю галлов Катамаранду, и тот в ужасе снял осаду. Элий Аристид уверяет, что он услышал гимн Афине во время сна, посланного от самой богини.
Уже в V веке, когда изваяние Афины Парфенос «было похищено теми, кто касается и неприкосновенного», во сне к философу Проклу явилась женщина прекрасного вида и сообщила ему, что «Владычице Афине угодно остаться при тебе».

### Храмы
В данном подразделе приводятся наиболее известные храмы, их перечень приведён в статье Храмы и статуи Афины
- г. Афины:
  - Парфенон
  - Эрехтейон

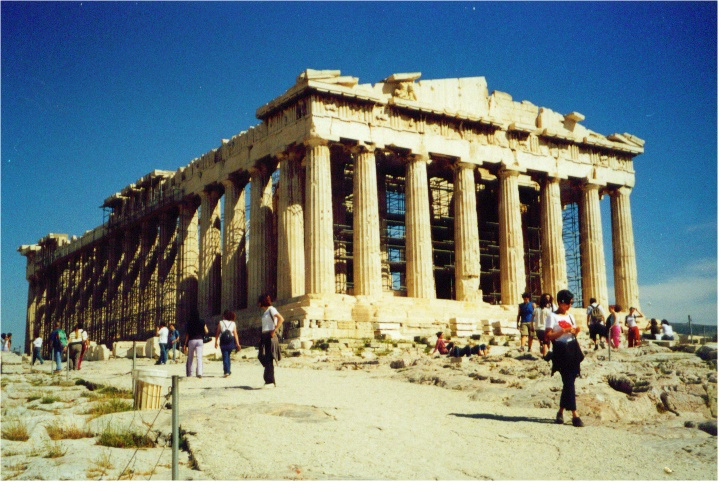
Афинский Парфенон

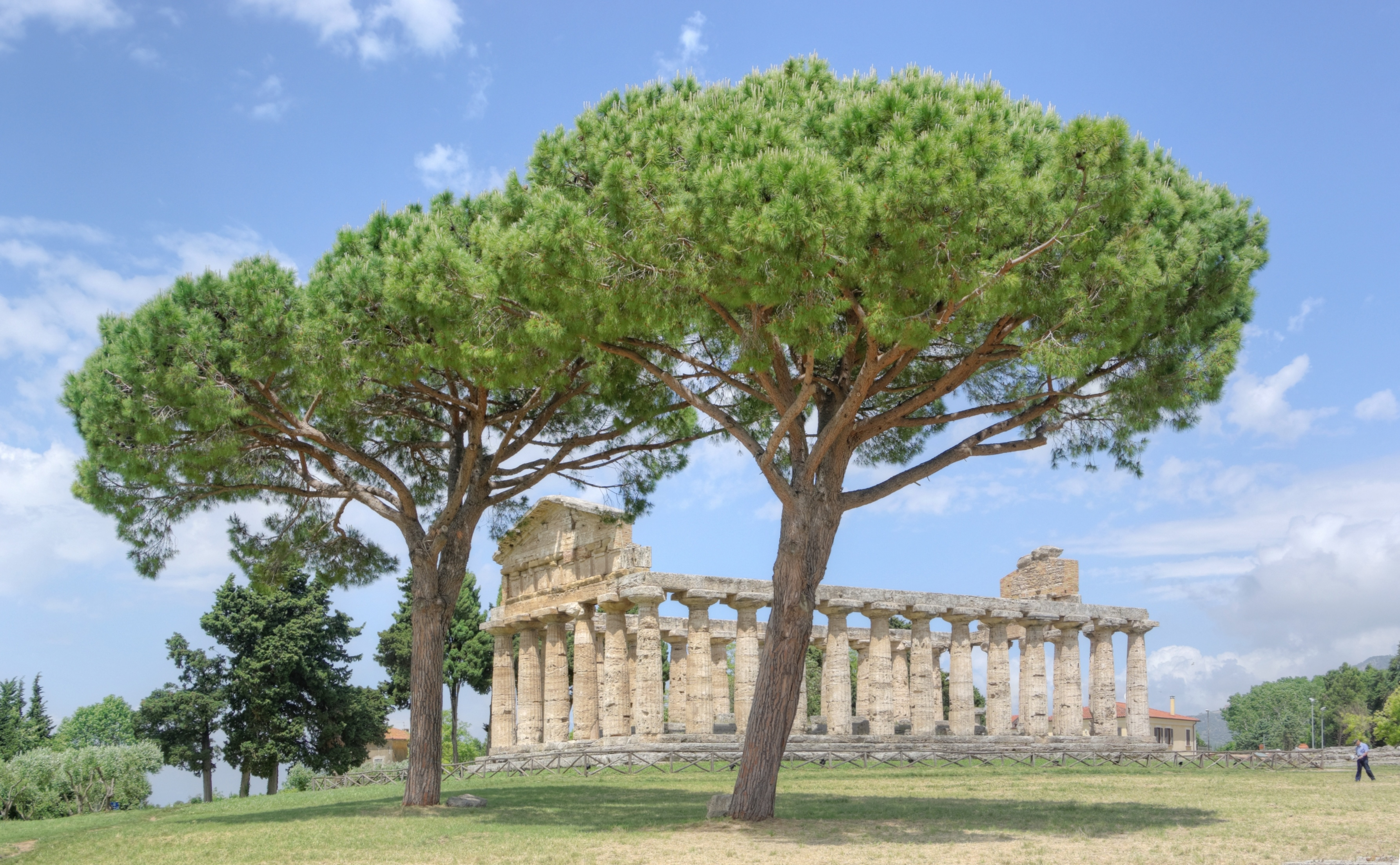
Храм в Пестуме

  - Старое святилище Афины (Гекатомпендон)
  - Святилище Пандросы
  - Храм Ники Аптерос
  - Храм Зевса и Афины
- Храм Афины Афайи на острове Эгина
- Святилище Афины в Аргосе
- Святилище Афины на Делосе
- Святилище Афины Пронайи в Дельфах: храм Афины Пронайи, Сокровищница и Толос
- Храм Афины на Родосе
- Святилище в Спарте
- Храм Афины Алеи в Тегее
- Храм Минервы в Ассизи, Италия
- Храм Афины в Пестуме
- Святилище Афины в Пергаме: храм Афины, Пропилон и Стоя

Согласно Гомеру, её храм был в Илионе, троянки подносили ей пеплос.

### Критика почитания Афины
Климент Александрийский с насмешкой цитирует некоторые строки Гомера об Афине, который причисляет её к «демонам» и называет «собачьей мухой». Климент издевается над тем, что Афина, как служанка, освещала путь Одиссею и прислуживала лампой при тайнах брачного союза.
Тертуллиан указывает, что богиня не защитила Афины от Ксеркса. По его мнению, «Эрихтоний, сын Минервы и Вулкана, хотя и от семени, упавшего на землю, есть исчадие сатаны, больше того — сам сатана, а не змей».
Арнобий, ссылаясь на данные мифографов о множественности Афин, сатирически изображает спор между пятью Афинами за одно жертвоприношение.
По Лактанцию, она была смертной женщиной, которая изобрела искусства, за что её обоготворили люди. Такое же евгемеристическое толкование принимают Иероним в «Хронике» и Августин, относя рождение из головы Зевса к басням.

## Имена Афины

### Имя
Этимология имени «Афина» благодаря догреческому происхождению её образа является неясной.
В современном русском языке закрепилась форма, близкая византийскому произношению (через «и»): в классическую эпоху оно произносилось примерно Атхена. У Гомера, помимо ряда эпитетов, часто встречается форма Афинея, то есть «афинянка».

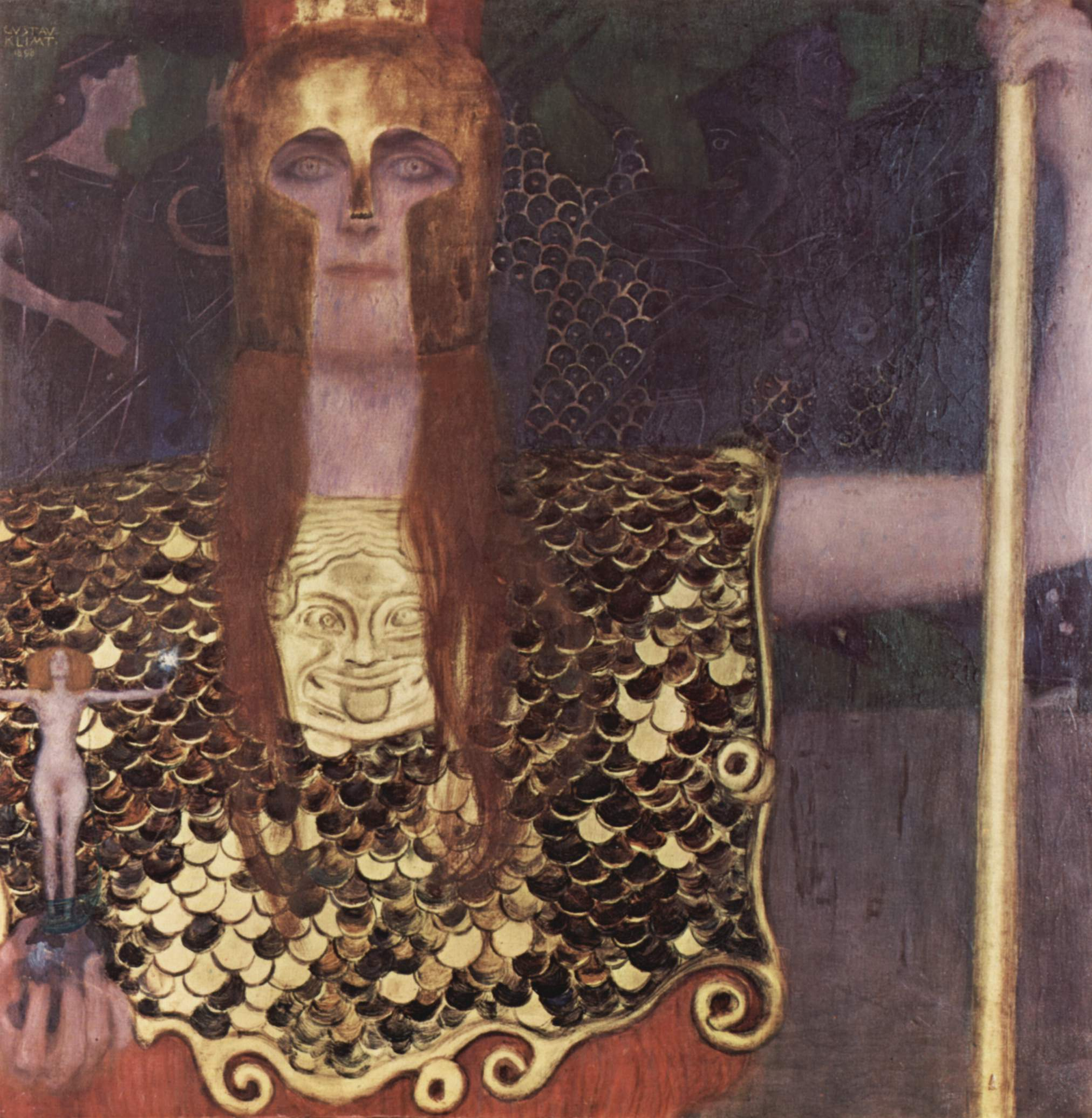
Густав Климт, «Афина Паллада», 1898, Вена

### Эпитеты
Афина имела множество различных эпитетов, как связанных с её функциями, так и топонимических. Наиболее распространёнными являлись следующие:
- Паллада (греч. Παλλάς, вероятно от греч. πάλλω, «сотрясать [оружием]») — победоносная воительница; либо со значением «дева».
- Полиа́да (греч. Πολιάς) — «городская, покровительница городов и государств», Полиухос — «Градодержица»[523][524].
- Пандроса («всевлажная») и Аглавра («световоздушная»), или Агравла («полебороздная»). Имена дочерей царя Кекропа, с которыми отождествлялась Афина.
- Парфенос[525]. Имя Афины-Девы, отсюда название Парфенон[526].
- Промахос («передовой боец»). Эпитет Афины[527].
- Тритогенея. (Тритогения.) Эпитет Афины[528]. Ибо родилась на третий день[529].
- Фратрия. Праздник Апатурии не был посвящён какому-либо отдельному божеству, и с ним связывались и Зевс Фратрий, и Афина Фратрия, и Дионис, и Артемида, и Геракл, и Гефест[530].

### Множественность Афин
Согласно речи Котты, их было пять:
1. Мать Аполлона из Афин.
2. Дочь Нила, её почитают в Саисе под именем Нейт[532].
3. Рождена Зевсом. (или дочь Крона, изобрела войну[533])
4. Дочь Зевса и океаниды Корифы, аркадяне называют её «Кория» и считают изобретательницей квадриги.
5. Дочь Палланта, убила своего отца, пытавшегося её изнасиловать, и надела его кожу, её изображают с крылатыми сандалиями.

В римском пантеоне Афине соответствует Минерва.

## Архаичность образа богини и его эволюция

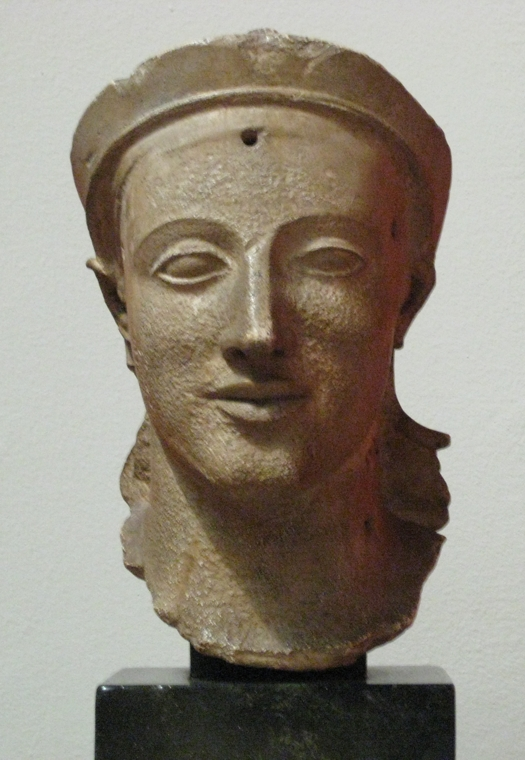
Голова Афины с фронтона храма Афины Афайи периода ранней классики

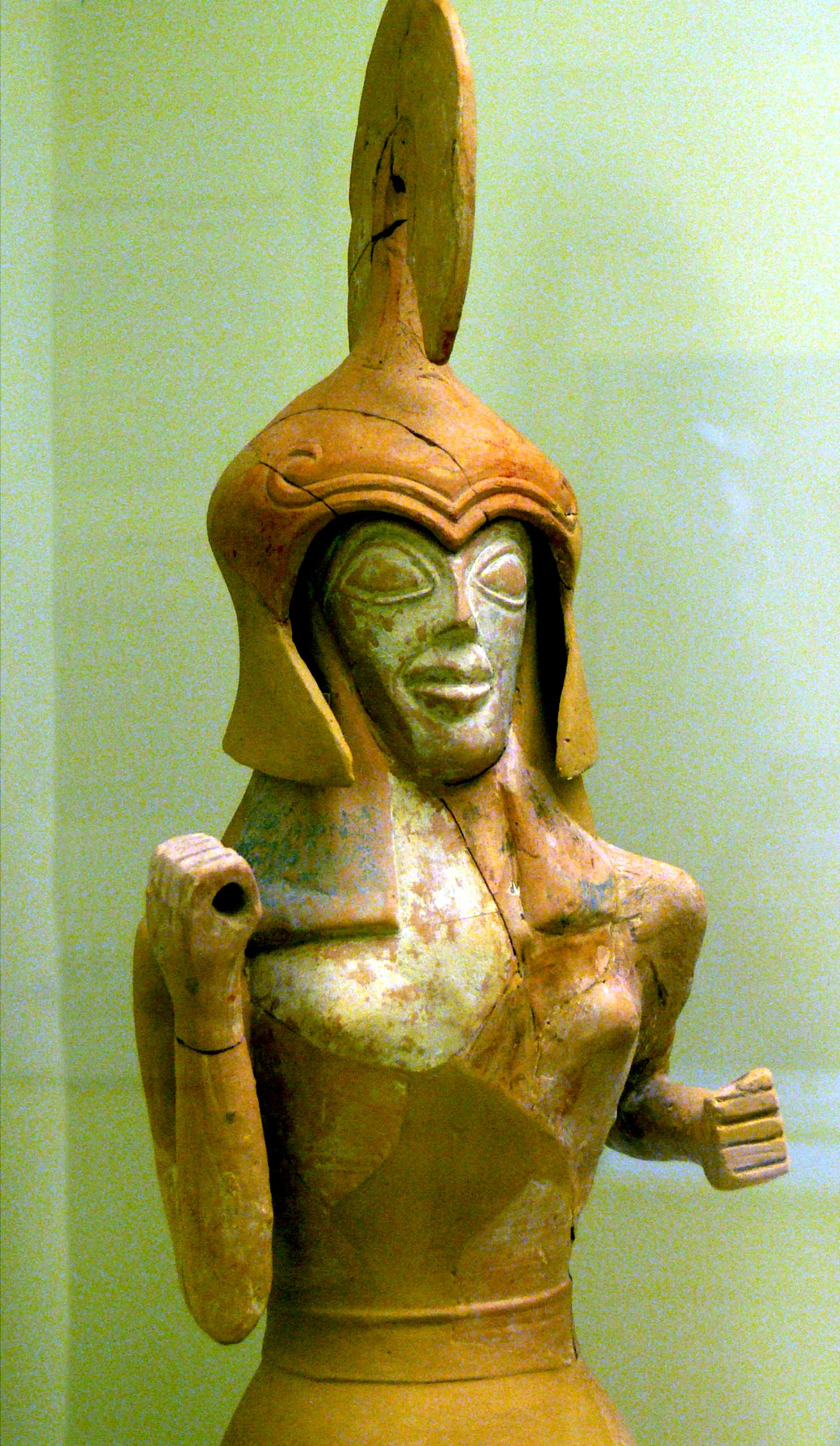
Глиняная статуэтка Афины VII в. до н. э.

На древнее зооморфическое прошлое Афины указывают её атрибуты — змея и сова, а также эпитеты (совоокая, проч.). Хтоническая мудрость Афины имеет исток в образе богини со змеями крито-микенского периода.
Согласно концепции, подробно развитой Мартином Нильссоном, минойская «богиня со щитом», изображённая на ларнаке из Милато, а также на других памятниках, чьим символом был щит в форме восьмёрки, была предшественницей Афины. Согласно И. М. Дьяконову, единый образ девы-воительницы разделился у греков на три: воительницу и рукодельницу Афину, охотницу Артемиду и богиню сексуальной страсти Афродиту.
Миф о рождении Афины от Метиды (чьё имя переводится как «мысль») и Зевса принадлежит к позднему периоду греческой мифологии, времени оформления классического канона. Грейвз предполагает, что до этого она была партеногенной дочерью одной Метиды. Появление проглоченной Афины на свет из головы Зевса изображено с позиции мифологии периода патриархата, в котором особо выделялось мужское организующее начало. Афина превращается в послушный рупор Зевса и сознательно лишается своего прошлого. Как указывает Лосев, Афина становится как бы непосредственным продолжением Зевса, исполнительницей его замыслов и воли, его мыслью, осуществлённой в действии. Со временем материнство Метиды приобретает всё более отвлечённый, даже символический, характер, и Афина начинает считаться порождением одного Зевса и принимает на себя функции божественной мудрости, так же, как Зевс воспринял их от Метиды.
По мнению Грейвза, отказ Афины от отца Посейдона указывает на происшедшую в древности смену верховного божества в Афинах. А. И. Зайцев, напротив, предполагает, что вариант с рождением Афины от Зевса без матери более древний, а рассказ Гесиода о проглатывании Метиды — более поздний. Виламовиц предполагал (основываясь на том, что слово κορυφη означает как темя Зевса в мифе, так и вершину горы), что первоначальным было представление о рождении Афины из горной вершины.
Афина — одна из главнейших фигур олимпийского пантеона. По своей значимости она равна Зевсу, а иногда и превосходит его. Это коренится в древнейшем периоде развития греческой мифологии — матриархате. Приобретя новые функции военной мощи, богиня сохранила свою матриархальную независимость (дева и защитница целомудрия).
Афина имеет многие космические черты (она хранит молнии Зевса, родилась при золотом дожде, проч.). Она мыслилась как судьба и Великая богиня-мать, родительница и губительница всего живого.

## Афина в философии
В диалоге Платона излагается сочинённый Протагором миф, согласно которому Прометей похитил не только огонь у Гефеста, но и искусства Афины, и дал их человеку. Прокл толкует этот миф, указывая, что Афина озаряет души способностью познавать и мыслить.
Одно из своих этических сочинений Демокрит назвал «Тритогения». По его словам, Афина как мышление называется Тритогенией, ибо «из мышления рождаются три способности: принимать правильные решения, говорить безошибочно и действовать как должно».
Антисфен написал книгу «Афина, или О Телемахе». Метродор из Лампсака рассматривал Афину как аллегорию искусства (техне).
Согласно стоическому учению, бог зовётся и Афиной, поскольку его ведущее начало простирается по эфиру. Стоик Диоген Вавилонский написал сочинение «Об Афине», где относил её рождение к области естествознания. Стоики называли Луну Артемидой, Афиной и иными именами женских божеств. Граний Флакк приписывал отождествление Афины с Луной Аристотелю.
Христианский апологет Юстин упоминает некую концепцию, согласно которой Афина — дочь, или первая мысль (протенноя) Зевса.
Плотин вспоминает Афину редко: «если кто-нибудь сможет обернуться к себе или сам, или в добрый час ведомый Афиной, он увидит и Бога, и себя, и Вселенную…». Порфирий понимает Афину как символ разумения и считает, что от неё происходит врачебное искусство.
По неоплатонику Саллюстию, Афина — охраняющий бог в триаде с Гестией и Аресом, ибо у неё тяжёлый доспех, но также Афина находится в сфере эфира.
Юлиан в речи «К Царю-Солнцу» рассуждает об Афине Пронойе (Провидице), указывая, что она «изошла из Гелиоса — целая из целого, продолжая находиться в нём», она — совершенная мысль Гелиоса, она космизирует материю, которая лежит ниже её, людям же подаёт блага мудрости, ума и демиургических искусств, а её мудрость — основа политического общения. Селена — демиург околоземного и восприняла Квирина, когда он посылался вниз на Землю Афиной — Госпожой Провидения.
Прокл много говорит об Афине в «Комментарии к „Тимею“»: она «чистая», «несмешанная», «мудрость», «носительница света», «спасительница», внедряющая частичный ум в целостную мудрость Зевса, «работница» при демиургической деятельности отца, созидательница «прекрасных дел», обладательница «умной красоты», «вершина и единение» демиургической мудрости.
В «Платоновской теологии» Прокл рассматривает трёх Афин (из числа умных богов, водительствующих богов и свободных богов):
- Афина I (из VII книги «Законов» Платона) возглавляет триаду куретов — спутников умной монады Афины, которой соответствует всесовершенство и чистота[557].
- Афина II (из платоновских «Тимея» и «Кратила») является третьим членом живородящей триады (наряду с Артемидой I и Персефоной II) и именуется Афиной Коровой, то есть божественным и чистым умом, живородящей монадой; мудрость — символ Афины и высшая добродетель[558].
- Афина III входит как второй член (наряду с Гестией и Аресом I) в стражническую и непоколебимую триаду свободных богов из числа двенадцати, упомянутых в «Федре»[559].

## Афина в литературе и искусстве

### В античной литературе
Ей посвящены XI и XXVIII гимны Гомера, V гимн Каллимаха, XXXII орфический гимн, VII гимн Прокла и прозаический «Гимн к Афине» Элия Аристида. Действующее лицо трагедий Эсхила «Эвмениды», Софокла «Эант», Еврипида «Ион», «Умоляющие», «Троянки», «Ифигения в Тавриде», Псевдо-Еврипида «Рес».
- В «Эвменидах» Эсхила Афина появляется в третьем эписодии, следует её диалог с предводительницей хора эриний и с Орестом (397—489). В четвёртом эписодии действуют Афина, Аполлон, Орест и эринии (567—584, 674—710, 734—753). Афина открывает суд и произносит речь об учреждении Ареопага. Коммос и эксод содержат диалог Афины и хора (777—1047), и Афина водворяет в Аттике грозных богинь.
- Афина действует в прологе трагедии Софокла «Аякс» (1-134), беседуя с Одиссеем и Аяксом.
- В эксоде трагедии Еврипида «Умоляющие» появляется Афина и произносит речь, давая указания Тесею о заключении союза с Аргосом[561].
- В трагедии «Троянки» Афина беседует с Посейдоном[562].
- В эксоде трагедии «Ифигения в Тавриде» Афина даёт указание Оресту построить храм для изваяния Артемиды в Галах, Ифигения же назначена жрицей в Бравроне[563].
- В эксоде трагедии «Ион» Афина предсказывает будущее ионийцев[564].

### В романизированной мифографии
По излагаемому Диодором пересказу сочинения Дионисия Скитобрахиона, не имеющему точных параллелей в других источниках, Афина родилась из земли близ реки Тритон в Ливии. Аммон поручил Афине охранять ребёнка Диониса.
Афина была девой, отличалась в искусстве войны и убила чудовище Эгиду. Эгида была порождена Геей, извергала огонь и выжгла землю во Фригии, а также многие леса вплоть до Индии, и Афина убила её и натянула кожу себе на грудь. Разгневанная смертью Эгиды Гея послала гигантов против богов, но они были разбиты Зевсом, Афиной, Дионисом и другими богами.
Афина создала войско амазонок и командовала ими во время битвы с титанами. Вместе с Зевсом и Дионисом она участвовала и в других войнах.

### Знаменитые изображения Афины
В данном подразделе приведены статуи, имеющие значение для истории искусства, более полный перечень содержит статья Храмы и статуи Афины

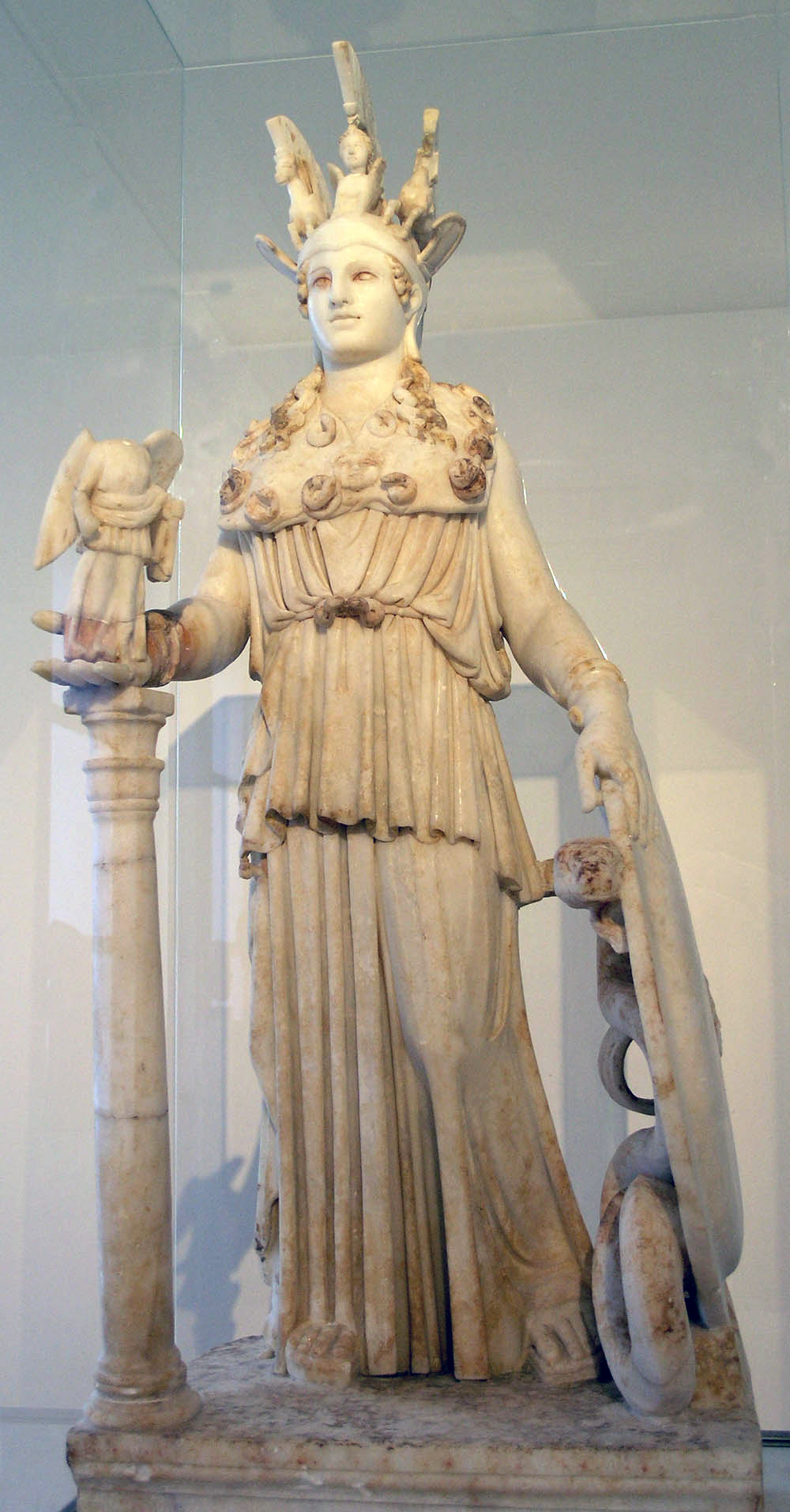
«Афина Варвакион» (копия знаменитой «Афины Парфенос»)

- «Афина Промахос», (Фидий; не сохр.) — V в. до н. э. Огромная статуя женщины, замахивающейся копьём, была установлена на Афинском Акрополе, и золотое копьё, сияющее на солнце, было видно издалека. Название переводится как «передовой боец». Не сохранилась. Копия, вероятно — «Афина Медичи» в Лувре.
- «Афина Парфенос», (Фидий; не сохр.) — 438 г до н. э. Была установлена в Афинском Парфеноне, внутри святилища и представляла собой богиню в полном вооружении, с копьём, щитом и шлемом, со статуэткой Ники в руке. Наиболее полной копией считается т. н. «Афина Варвакион» (Национальный музей, Афины), мрамор.
- «Афина Лемния», (Фидий) — ок. 450 г до н. э. Бронзовая статуя была установлена на Акрополе, сохранилась в мраморных копиях. Изображает богиню, опирающуюся на копьё и задумчиво глядящую на шлем в руке .
- скульптурная группа «Афина и Марсий» (Мирон)
- К более раннему периоду относится скульптурный ансамбль западного и восточного фронтонов храма Афины Афайи на острове Эгина.
- «Афина из Веллетри» в Лувре.
- «Афина Джустиниани». Копия оригинала IV в. до н. э. Ватиканские музеи

### Афина в античной живописи
- Картина Клеанфа «Рождение Афины», находилась в святилище Артемиды Алфионии в Олимпии[572].
- Афина изображена на картине Марафонского боя в Пёстрой стое[573].
- Антифил (третья четверть IV века) написал картину «Александр и Филипп с Афиной»[574]. Полагают, что они были изображены на колеснице, которой правит Афина[575].
- Живописец Фамул, расписывавший Золотой дворец Нерона, создал картину «Афина», изображённая на которой богиня смотрела на смотрящего с любой точки[576].

### Образ в Новое время

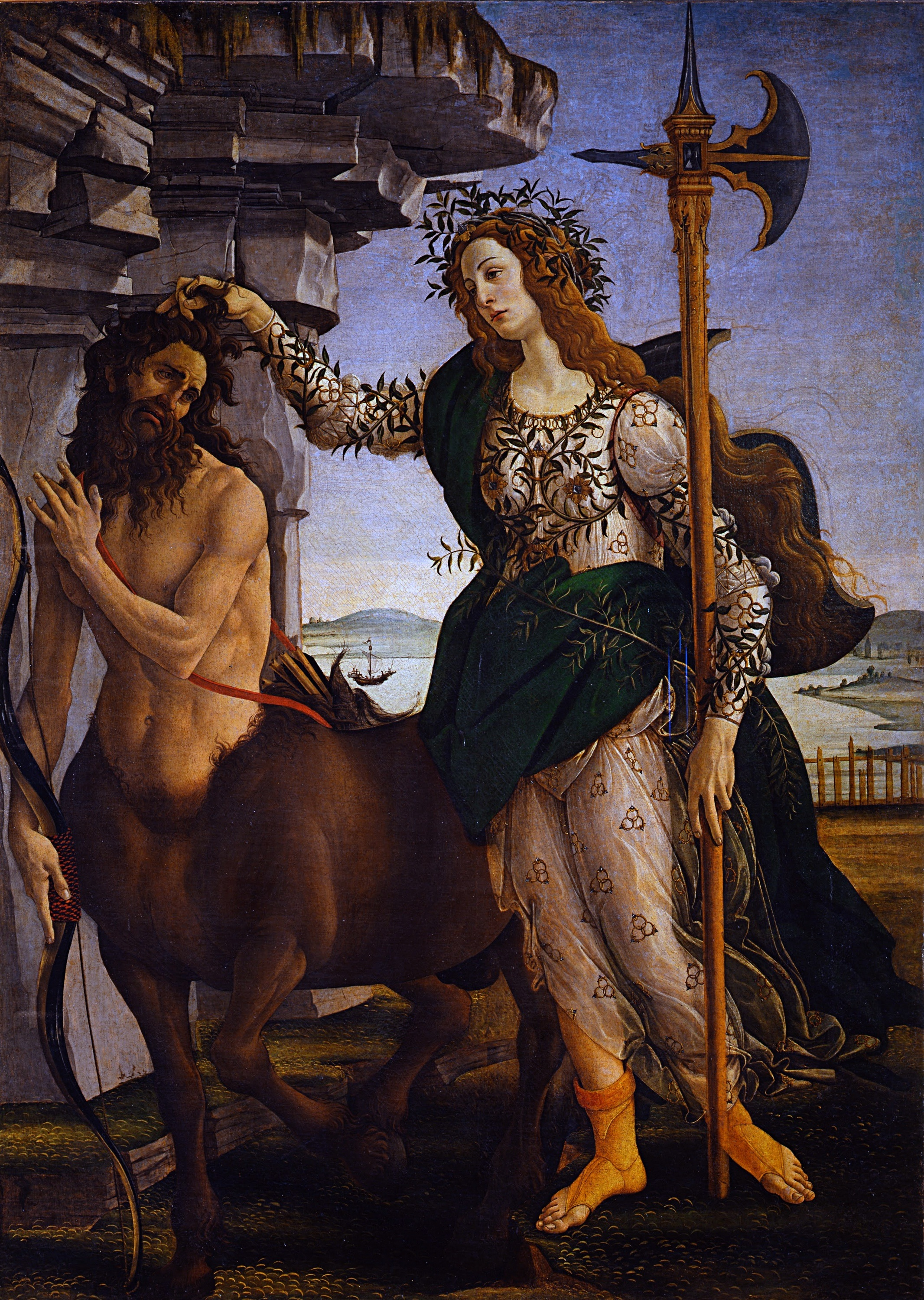
«Паллада и кентавр», картина Сандро Боттичелли, 1482, Уффици

В западноевропейской живописи Афина была менее популярна, чем Афродита-Венера («Паллада и кентавр» Боттичелли, «Суд Париса» Кранаха, Рубенса и т. д.). Она изображалась по преимуществу в произведениях аллегорического характера, многофигурных композициях (напр. «Минерва побеждает невежество» Б. Спрангера, «Победа добродетели над грехом» А. Мантеньи). Изображалась вместе с Марсом-Аресом («Минерва и Марс» Тинторетто, Веронезе). В скульптуре — редко (Сансовино).
Предположительно, знаменитая загадочная картина Диего Веласкеса «Пряхи» иллюстрирует миф об Афине и Арахне.

### В музыке
Немногочисленные аллегорические оперы XVII—XVIII вв.:
- «Рождение Афины» А. Драги,
- «Минерва» Р. Кайзера,
- «Паллада и Марс» М. Гримани,
- «Паллада Торжествующая» Ф. Б. Конти;
- кантаты «Спор Паллады и Венеры» Л. Кальдары,
- «Паллада» П. В. Гульельми.

В современной музыке:
- Упоминается в песне «Небо над Днепром» Океана Эльзы(2010 г.)
- В 2022 году американский певец Грейсон Ченс выпустил песню «Athena» для своего альбома «Palladium».

## В астрономии
В честь Афины назван астероид (2) Паллада, открытый в 1802 году, а также (881) Афина, открытый в 1917 году.

## Объекты, названные в честь Афины
- Сычи — родовое название Athene.

### Обзорные статьи
- Обнорский Н. П.,. Паллада Афина // Энциклопедический словарь Брокгауза и Ефрона : в 86 т. (82 т. и 4 доп.). — СПб., 1890—1907.
- Афина / Лосев А. Ф. // Мифы народов мира : Энцикл. в 2 т. / гл. ред. С. А. Токарев. — 2-е изд. — М. : Советская энциклопедия, 1987. — Т. 1 : А—К. — С. 125—129.
- Παλλὰς Ἀθήνη // Реальный словарь классических древностей / авт.-сост. Ф. Любкер ; Под редакцией членов Общества классической филологии и педагогики Ф. Гельбке, Л. Георгиевского, Ф. Зелинского, В. Канского, М. Куторги и П. Никитина. — СПб., 1885.
- Дэвис Дж. К. Религия и государство // Кембриджская история Древнего мира. — Т. IV. Персия, Греция и западное Средиземноморье. Около 525—479 гг. до н. э.. — М.: Ладомир, 2011. — ISBN 978-5-86218-496-9.
- Элиаде М. История веры и религиозных идей, § 94. / Пер. с фр. В 3 т. Т.1. М., 2001. С.256-258, 416—417.
- Грейвз Р. Мифы древней Греции. / Пер. с англ. (Гл. 8 (Рождение Афины); Гл. 25 (Происхождение и деяния Афины).
- Зайцев А. И. Греческая религия и мифология. М.-СПб, 2005. С.90-96.

### Исследования
- Лосев А. Ф. Афина Паллада. // Лосев А. Ф., Тахо-Годи А. А. Греческая культура в мифах, символах и терминах. СПб., 1999. С.227—328 (статья впервые опубликована в 1953 году, в примечаниях: Лосев 1999)
- Протопопова И. Афина-Коронида и третья птица из трагедии Еврипида «Ион»
- В. В. Латышев. Афинские праздники
- Deacy Susan[англ.]. Athena. Gods and Heroes of the Ancient World. — London/New York: Routledge, 2008. — xviii, 175; figs. 19. p. — ISBN 978-0-415-30066-7. (рецензия)
- Deacy Susan. Athena in the Classical World / Alexandra Villing (ed.). — Leiden: Brill, 2001. — 435 p. — ISBN 90-04-12142-0. (рецензия)
- Beekes, Robert S. P. (2009), Etymological Dictionary of Greek, Leiden and Boston: Brill
- Burkert, Walter (1985), Greek Religion, Cambridge, Massachusetts: Harvard University Press, ISBN 978-0-674-36281-9
- Johrens, Gerhard (1981), Der Athenahymnus des Ailios Aristeides, Bonn, Germany: Habelt, pp. 438–452, ISBN 9783774918504
- Powell, Barry B. (2012) [2004], Myths of Aphrodite, Artemis, Athena, Classical Myth (Seventh ed.), London, England: Pearson, pp. 211–235, ISBN 978-0-205-17607-6
- Ruck, Carl A.P.; Staples, Danny (1994), The World of Classical Myth: Gods and Goddesses, Heroines and Heroes, Durham, North Carolina: Carolina Academic Press, ISBN 978-0890895757

### Античные первоисточники
- Античная мифология с античными комментариями к ней. / Сост. и комм. А. Ф. Лосева. Харьков-М., 2005. С.583-632 (раздел об Афине)
- Большая подборка английских переводов источников на theoi.com (англ.)
- Менее заметная англоязычная подборка античных источников